# Русская православная церковь
Ру́сская правосла́вная це́рковь (сокр. РПЦ, официальное наименование — Ру́сская Правосла́вная Це́рковь, другое официальное наименование — Моско́вский патриарха́т; исторически может именоваться Русская церковь) — автокефальная поместная православная церковь, имеющая пятое место в диптихе автокефальных православных церквей мира.
История Русской православной церкви традиционно отсчитывается от Крещения Руси в 988 году. С самого начала своей истории Церковь на Руси была тесно связана с государственной властью. Первоначально Русская церковь образовывала Киевскую митрополию в составе Константинопольского патриархата. Статус автокефалии де-факто имеет с 1448 года, когда собор в Москве поставил на Русскую митрополию (с центром в Москве) рязанского епископа Иону без санкции Константинополя, заключившего унию с Римом. Хотя формально вхождение в состав Константинопольской патриархии было восстановлено после изгнания в 1453 году османами униатов из Константинополя, с 1448 по 1589 год Русская православная церковь (без Киевской митрополии) управлялась фактически независимыми митрополитами. В 1589—1593 годах московские митрополиты получили достоинство патриархов и окончательное признание автокефалии от восточных патриархов.
В середине XVII века, особенно при патриархе Никоне, проводилось исправление богослужебных книг и иные меры по унификации русской богослужебной практики с греческой. Противники реформы, называемые старообрядцами, были преданы анафеме на Московском соборе 1656 года и на Большом Московском соборе 1666—1667 годов. В результате произошёл раскол Русской церкви. Подавление сторонников старых обрядов со стороны государственной власти принимало в том числе форму боевых действий.
В советское время Церковь и православные верующие подверглись массовым политическим репрессиям, особенно в сталинский период. Десятки тысяч церковно- и священнослужителей были сосланы в лагеря или расстреляны. Закрыто большинство храмов и монастырей. В постсоветский период стало происходить возрождение церковной жизни.
Русская православная церковь — самая многочисленная поместная православная церковь в мире и крупнейшая религиозная организация в России, Беларуси, Молдове (включая Приднестровье), а также до 2022 года, когда Украинская православная церковь в составе Московского патриархата заявила о своей полной независимости от РПЦ, — на Украине (на 2011 год по числу приходов, духовенства и культовых сооружений, но, по некоторым опросам на начало 2015 года, не по количеству приверженцев в соответствии с самоидентификацией в ходе социологического опроса).
Рассматривает себя в качестве единственной канонически легитимной православной административно-независимой церкви на территории бывшего Советского Союза, исключая Грузию (в границах Грузинской ССР), признанную канонической территорией Грузинской православной церкви, а также в Японии, Китае и Монголии; считает себя единственной законной преемницей поместной Российской православной церкви, синодальной российской церкви и Киевской митрополии в составе Константинопольского патриархата. Кроме того, согласно её Уставу, юрисдикция РПЦ «простирается на добровольно входящих в неё православных, проживающих в других странах». Однако её исключительная юрисдикция в КНР, Литве, Монголии, Эстонии и Японии оспаривается Константинопольским патриархатом, на Украине — Православной церковью Украины, в Молдове — Румынской православной церковью, в Армении — Грузинской православной церковью.
Название «Русская православная церковь» применялось издавна, но было принято как официальное лишь осенью 1943 года. Ранее использовались названия «Российская православная церковь», «Греко-восточная российская церковь» и другие. РПЦ как централизованная организация до 1991 года не имела статуса юридического лица, который обрела в полном объёме на территории РСФСР 30 мая 1991 года при регистрации Министерством юстиции РСФСР Гражданского устава Русской православной церкви на основании Закона СССР от 1 октября 1990 года «О свободе совести и религиозных организациях». Канонические подразделения, находящиеся на территории иных, нежели Российская Федерация, государств, могут быть зарегистрированы в качестве самостоятельных юридических лиц под иными названиями в соответствии с действующим в каждой стране законодательством.
Религиозно-правовым основанием своего устройства и деятельности полагает Священное Писание, а также Священное Предание. Последнее включает в себя каноны, авторизованные Церковью богослужебные тексты, творения святых отцов, жития святых, а также обычаи Церкви.

## Название
В историческом смысле данная Церковь (или предшествовавшие ей Церкви) может именоваться Русская церковь; до учреждения патриархата — митрополия Киевская и всея Руси; Русская митрополия.
В Синодальный период единообразного (официально или юридически зафиксированного) наименования православной церковной организации на территории России не существовало, и в разных источниках встречаются такие варианты, как Православная кафолическая греко-российская церковь, Российская Церковь, Русская Церковь, Российская Православная Церковь, Российская Православная кафолическая Церковь, Греко-Российская Церковь, Православная Греко-российская Церковь, Российская Восточно-православная Церковь, а в XVIII веке также и Российская Церковь греческого закона. Во внутренних правительственных документах совокупность органов церковного управления в юрисдикции российского Святейшего Правительствующего Синода именовалась ведомством православного исповедания. В документах Всероссийского церковного собора (1917—1918) церковь в России, как правило, именуется «Православная Российская Церковь».
Название Русская православная церковь применялось издавна; как официальное было принято осенью 1943 года.

## История

### Дореволюционное время
Проникновение христианства в земли восточных славян начинается в IX века синхронно с государствообразовательными процессами.
Фотиево крещение около 860 года сопровождалось созданием на Руси епископии или архиепископии Константинопольского патриархата. Эти начала церковной организации с центром в Киеве погибли в ходе языческой реакции после захвата Киева в конце IX века князем Олегом.
Русская православная церковь связывает своё возникновение с Крещением Руси в 988 году, когда константинопольский патриарх Николай II Хрисоверг поставил Михаила митрополитом на новосозданную Киевскую и всея Руси митрополию Константинопольского патриархата, создание которой было инициировано киевским князем Владимиром Святославичем.
Вскоре после крещения Руси создаётся Русская митрополия с центром в Киеве, которая находилась в юрисдикции Константинопольского патриархата, и ряд епископств — в Новгороде, Белгороде Киевском, Полоцке и, возможно, в других городах. На них были возложены в первую очередь миссионерские задачи. Миссионерская деятельность направлялась прежде всего на жителей крупных городов, в то время как просвещение новой верой преобладавшего сельского населения в значительной мере зависело от близости того или иного епархиального центра. К середине XIII века на Руси действовало 16 епархий: кроме названных выше также в Чернигове, Переяславле-Русском, Юрьеве на Роси, Турове, Владимире-Волынском, Галиче, Перемышле, Холме, Луцке, Ростове, Владимире-на-Клязьме, Рязани. Но в некоторых лесных областях, включая в Верхнее Поднестровье, археологические исследования фиксируют концентрацию языческих древностей вплоть до XIII века.
Ввиду разрушения и упадка значения Киева как политического центра из-за монгольского нашествия в 1240 году и последующих золотоордынских набегов, в 1299 году митрополит Киевский Максим перенёс свою резиденцию во Владимир-на-Клязьме; а 26 лет спустя местопребыванием митрополитов Киевских и всея Руси стала Москва.

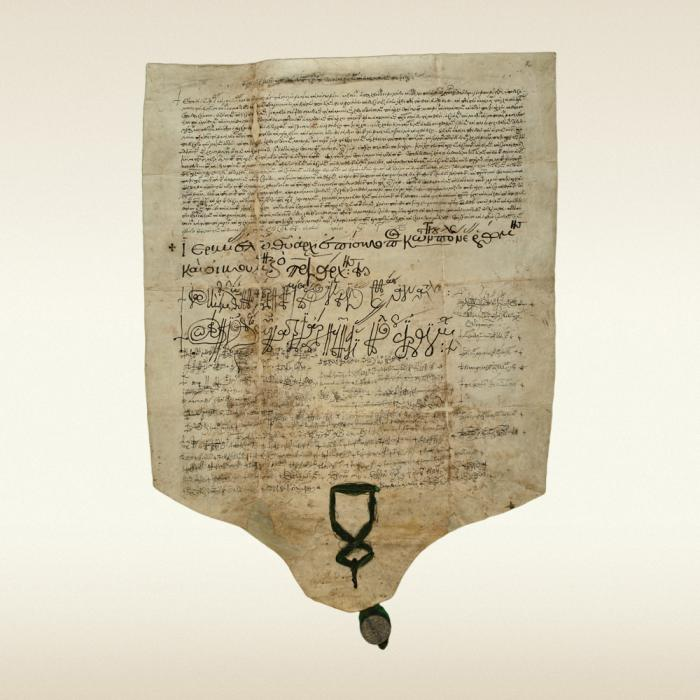
Грамота Константинопольского собора об основании Московского патриархата, май 1590 года

Статус автокефалии де-факто имеет с 1448 года, когда собор в Москве поставил на Русскую митрополию (с центром в Москве) рязанского епископа Иону без санкции Константинополя, заключившего унию с Римом. Хотя формально вхождение в состав Константинопольской патриархии было восстановлено после изгнания в 1453 году османами униатов из Константинополя, с 1448 по 1589 год Русская православная церковь (без Киевской митрополии) управлялась фактически независимыми митрополитами. Начиная с царствования Иоанна III, в Русском государстве была принята концепция, согласно которой вследствие духовного (из-за Ферраро-Флорентийской унии) упадка и гибели Византии единственным оплотом вселенского православия становилась Москва, которая получала достоинство «Третьего Рима». В несколько модифицированном виде эта идея была формально закреплена в Уложенной Грамоте 1589 года от имени Константинопольского патриарха Иеремии II. В 1589—1593 годах московские митрополиты получили достоинство патриархов и окончательное признание автокефалии от восточных патриархов. При этом Московский патриархат был вынужден признать отделение от него Киевской митрополии, которая сохранила свое прежнее положение как часть Константинопольского патриархата. Эти принципы, установленные Московским собором 1589 года с участием патриарха Константинопольского Иеремии, были затем подтверждены Константинопольскими всеправославными Соборами 1590 и 1593 годов.
В середине XVII века, особенно при патриархе Никоне, проводилось исправление богослужебных книг и иные меры по унификации русской богослужебной практики с греческой. Противники реформы, с 1788 года официально называемые старообрядцами, были объявлены еретиками и преданы анафеме на Московском соборе 1656 года (только держащиеся двуперстного крестного знамения) и на Большом Московском соборе 1666—1667 годов. В результате произошёл раскол Русской церкви.
В 1686 году, в связи с присоединением к Русскому царству Левобережной Украины и Киева, было осуществлено согласованное с Константинопольским патриархатом переподчинение Москве Киевской митрополии (из юрисдикции Константинопольского Престола).

По смерти патриарха Адриана в 1700 году царь Пётр I запретил избрание нового патриарха, а по прошествии 20 лет учредил Духовную Коллегию, вскоре переименованную в Святейший Правительствующий Синод, который, являясь одним из государственных органов, исполнял функции общецерковного управления с 1721 по январь 1918 года, — с императором всероссийским (до 2 марта 1917 года) в качестве «крайнего Судии сей Коллегии». В этот период, в историографии именуемый синодальным, правительственные учреждения Церкви (например, Синод с его канцелярией) рассматривались как учреждения государственного управления. Верховным правителем в церкви, согласно закону, был император: «Император, яко христианский Государь, есть верховный защитник и хранитель догматов господствующей веры и блюститель правоверия и всякого в церкви святой благочиния»; устанавливалось, что «в управлении церковном Самодержавная Власть действует посредством Святейшего Правительствующего Синода, Ею учрежденного».

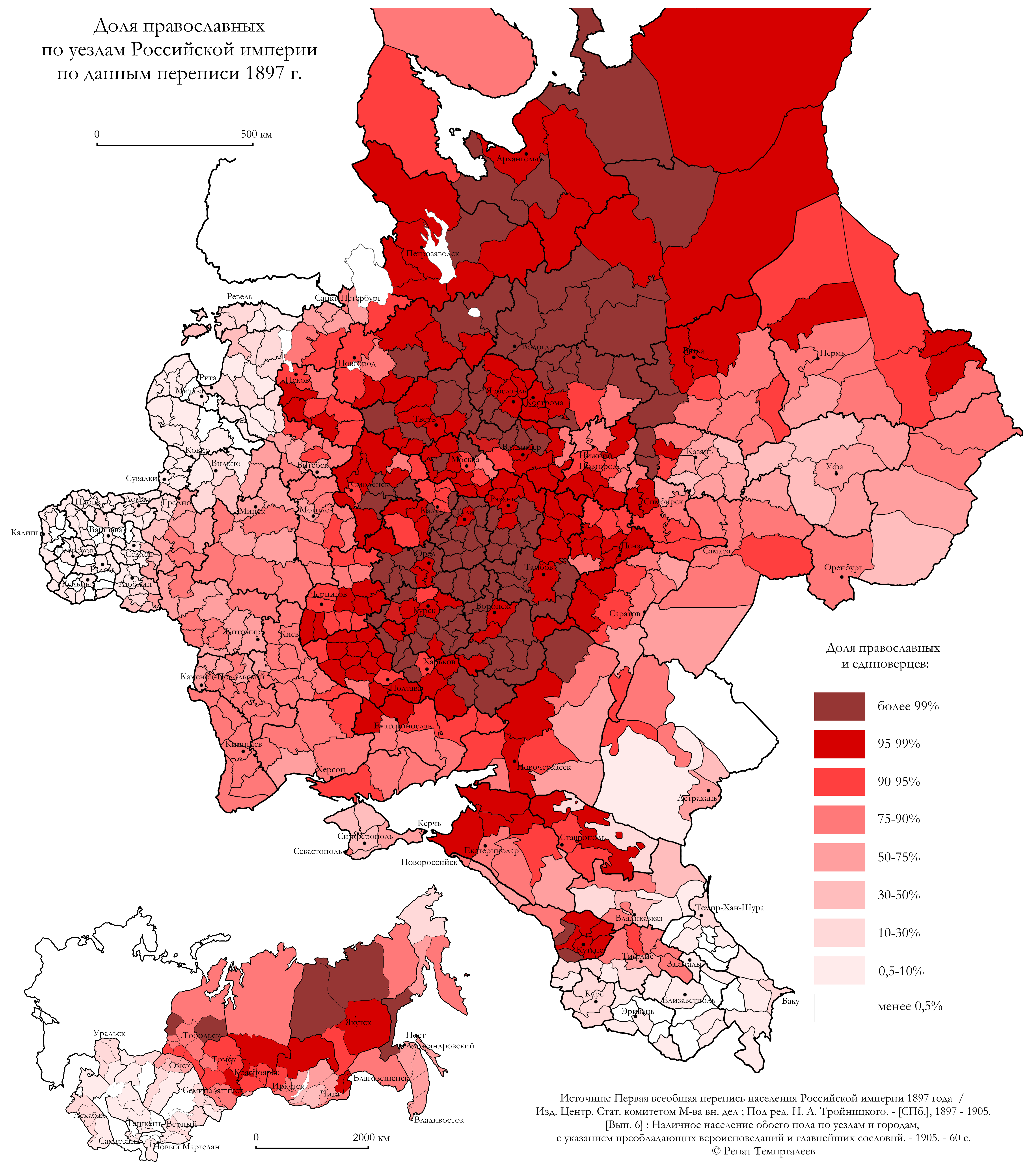
Доля православных по уездам и округам Российской империи по данным первой всеобщей переписи населения 1897 года

 Церковные учреждения получали государственное финансирование; благодаря расширению границ Российской империи значительно увеличилась территория юрисдикции российского Святейшего Синода. При этом, императорская власть, в частности, ликвидировала автокефалию Грузинской церкви; после разделов Польши в состав Российской церкви были включены униатские приходы западнорусских и южнорусских земель (Полоцкий собор в 1839 году и обращение в православие униатской Холмской епархии в 1875 году). С другой стороны, императорская власть стремилась контролировать активы церковных учреждений; при Екатерине II был ликвидировано значительное количество монастырей, а последние потеряли право владения вотчинами и крепостными крестьянами.
В 1914 году по официальным данным обер-прокурора Святейшего синода общее число представителей белого (приходского) духовенства и церковнослужителей составило 112 629 человек. Кроме того, в ведении Святейшего синода было 1 025 монастырей и общин: 550 мужских (с 11 845 монахами и 9 485 послушниками) и 475 женских (с 17 283 монахинями и 56 016 послушницами). В Российской империи в канун её распада было 115—125 млн православных христиан (около 70 % населения), но Православная церковь в России, по мнению экспертов находилась в состоянии глубокого внутреннего кризиса, который нарастал на протяжении двух предшествующих столетий.
С первых же дней Первой мировой войны Церковь приняла активное участие в организации помощи армии и флоту.

### Ранний советский период
Вскоре после падения монархии в России в марте 1917 года, был созван подготовляемый с начала 1900-х годов Всероссийский Поместный Собор, который открылся 15 августа (ст. ст.) 1917 года в Москве. Крупнейшим его решением было восстановление 28 октября того же года, спустя несколько дней после захвата власти большевиками в Петрограде, патриаршества. На патриарший престол был избран Тихон (Беллавин), митрополит Московский.
Первые несколько месяцев после Октябрьской революции 1917 года большевики активно не вторгались и не препятствовали деятельности Православной церкви (не считая Декрета о земле, сделавшего церковные земли общенародной (государственной) собственностью; бюджетное финансирование церковных учреждений продолжалось.
Декретом СНК Российской Республики, официально опубликованном 23 января 1918 года, — Об отделении церкви от государства и школы от церкви — церковь была отделена от государства и от государственной школы, лишена собственности; ни одна религиозная организация не могла иметь статус юридического лица, религия объявлялась частным делом граждан. Декрет узаконивал принимавшиеся большевиками с декабря 1917 года распоряжения и акты, упразднявшие функции православной церкви как государственного учреждения, пользующегося государственным покровительством. Для проведения Декрета об отделении церкви от государства в НКЮ был создан специальный отдел — VIII или «ликвидационный», главной задачей которого было ликвидация прежних отношений между государством и церковью.

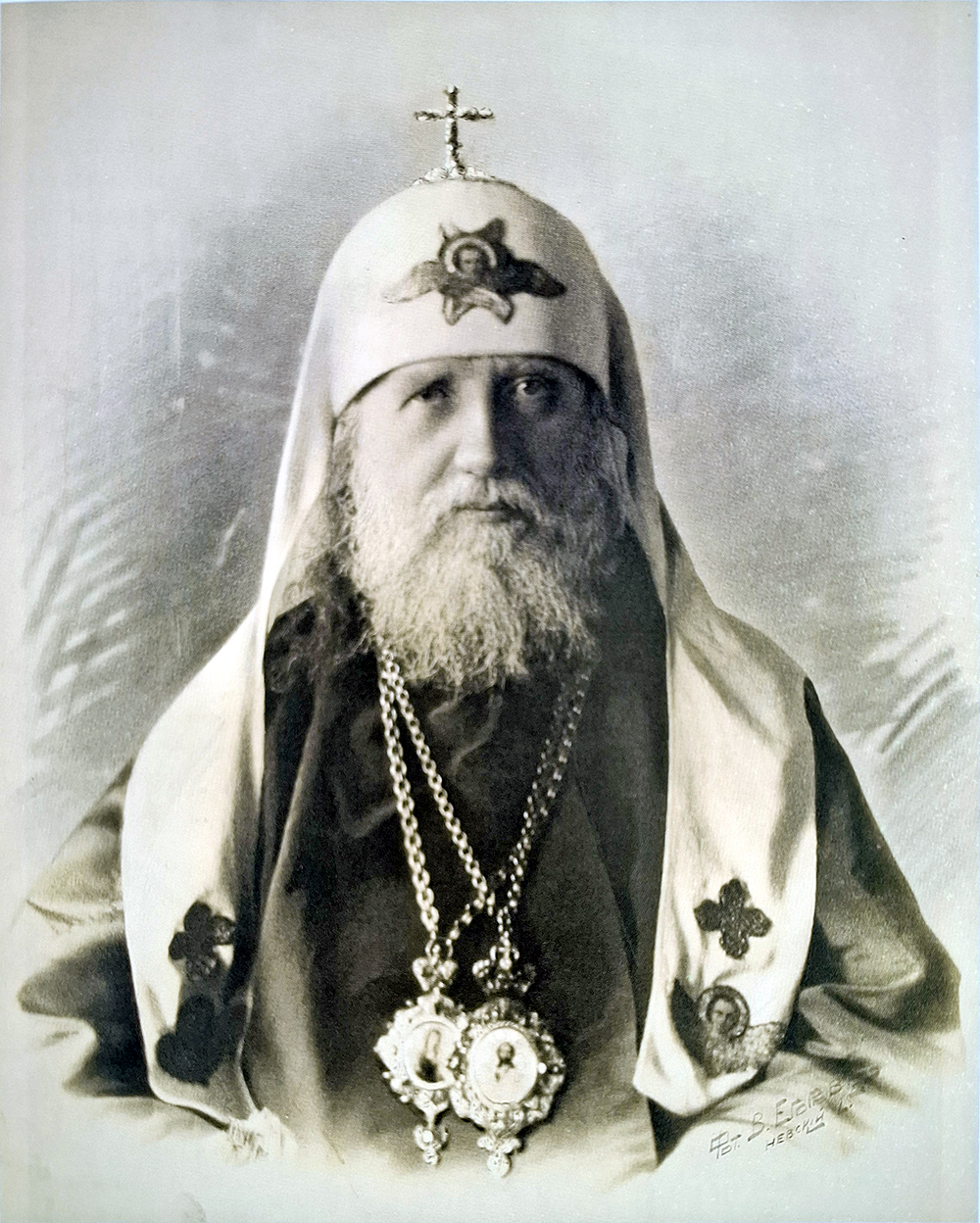
Патриарх Тихон

В 1918 году на территории, контролируемой большевиками, прекратилось финансирование духовенства и религиозного образования из казны; Церковь пережила ряд инспирированных властями расколов (Обновленческий, Григорианский и др.) и период гонений. После смерти патриарха Тихона в 1925 году власти не позволили проведение собора для избрания его преемника; патриаршим местоблюстителем стал митрополит Петр (Полянский), вскоре арестованный и замученный.
Митрополиту Петру наследовал митрополит Сергий (Страгородский) (с декабря 1925 по 27 декабря 1936 года именовался заместителем патриаршего местоблюстителя). В 1927 году митрополит Сергий издал Послание (известное как «Декларация»), в котором признал Советский Союз гражданской родиной, призвал членов Церкви к гражданской лояльности советской власти, а также потребовал от заграничного духовенства полной политической лояльности к советскому правительству. Послание и последовавшие за ним увольнения некоторых несогласных епископов на покой привело к протестам и отказу подчинения ему со стороны ряда групп внутри Патриаршей церкви и к образованию иных «староцерковных» организаций, не признавших законность церковной власти заместителя местоблюстителя (см. статьи Иосифляне (XX век), катакомбная церковь, непоминающие), а также к «прекращению сношений» с Патриархией большинства русских епископов в эмиграции.

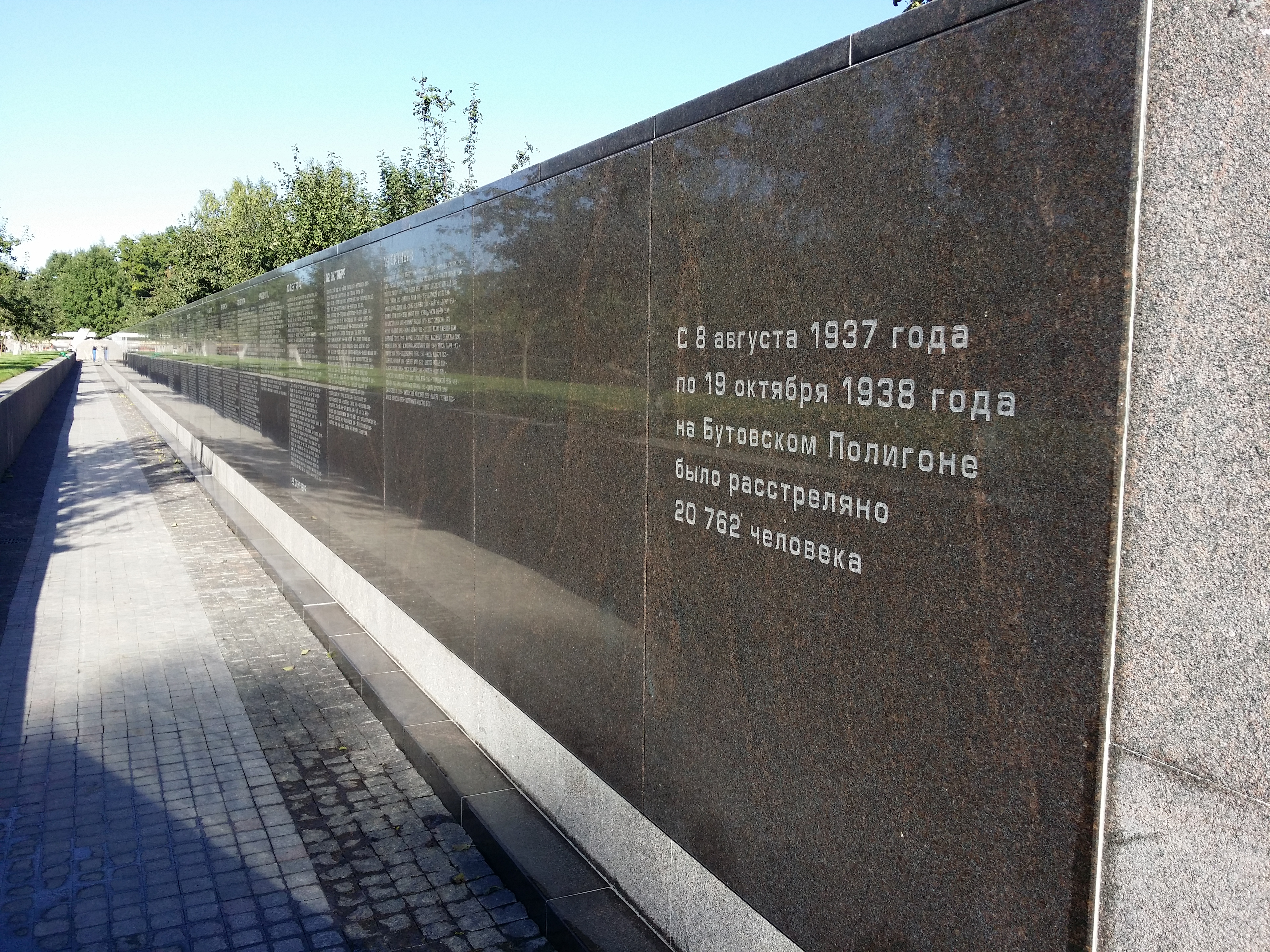
«Аллея памяти», символически воспроизводящая «расстрельные списки» НКВД 1937—1938 годов, мемориал на Бутовском расстрельном полигоне, где в 1930—1950-х годах в рамках сталинских репрессий было убито более двадцати тысяч человек, включая около тысячи представителей духовенства. Патриарх Алексий II назвал Бутовский полигон «Русской Голгофой»

В 1918 началась первая волна политических репрессий в отношении православного духовенства. 7 февраля 1918 года в Киеве был убит митрополит Владимир (Богоявленский). Летом 1918 года было убито несколько сотен священнослужителей. Реакцией верующих на аресты, убийства и кощунства со стороны представителей новой власти стали оживление деятельности православных братств и сестричеств, многотысячные крестные ходы, активная защита мирянами православных святынь. В гродах Нижнем Новгороде, Вятке, Владимире, Харькове, Воронеже, Шацке, Туле, Казани происходили открытые столкновения верующих с красноармейцами, которые расстреливали крестные ходы.
Лояльная позиция митрополита Сергия в отношении советского режима позволила сохранить структуру Русской церкви, но не смогла защитить Церковь от репрессий. В начале 1929 года советская власть направила на места директиву, подчёркивавшую, что религиозные организации остаются последними легальными контрреволюционными организациями. Директива стала сигналом для новых широкомасштабных репрессий. Постановление ВЦИК и СНК «О религиозных объединениях» 1929 года исключило духовенство из числа приходских советов, запретило вести церковную благотворительную деятельность и др. Секретный циркуляр председателя ОГПУ Генриха Ягоды приравнял всех религиозных сельских активистов к кулакам или подкулачникам; они подлежали высылке. Власть начала массово закрывать церкви и монастыри. Наиболее активно их ликвидация проводилась в 1929—1931 годах. К 1928 году в составе РПЦ осталось 30 тысяч приходов — около 2/3 от числа дореволюционных. В Москве из 500 дореволюционных храмов к началу 1930 году действовало 224, а к 1932 — только 87. 5 декабря 1931 года взорвали храм Христа Спасителя. В закрытых храмах советская власть размещала клубы, склады, производственные цеха, здания монастырей использовались для колоний и тюрем. В 1930—1932 годах начинается новая волна массовых судебных процессов, включая дело так называемой Истинно-православной церкви (ИПЦ) («непоминающих»). В Москве, Серпухове, Ленинграде, Воронеже, Казани, Твери, Самаре, Украине и др. проводились процессы по так называемым филиалам ИПЦ.
Гонения на верующих вызвали негативную реакцию на Западе, в том числе в религиозных кругах, что было воспринято как удар по престижу Советского Союза. С 1931 года на непродолжительный срок сокращается число арестов и закрытий храмов, было разрешено издавать «Журнал Московской патриархии» (ЖМП). Однако в 1934—1935 годах начинается новая волна репрессий. Под давлением власти 18 мая 1935 года упраздняется Временный патриарший Священный синод. После несоответствующего действительности известия о кончине патриаршего местоблюстителя митрополита Петра (Полянского) (расстрелян 10 октября 1937 года), в декабре 1936 года был принят акт о переходе прав и обязанностей местоблюстителя патриаршего престола к митрополиту Сергию.
В 1937 была проведена Всесоюзная перепись, по результатам которой оказалось, что после 20 лет коммунистическоо режима православными себя по-прежнему назвали 41,6 млн человек — 42,3 % от взрослого населения РСФСР. Таким образом стало понятно, что «безбожная пятилетка» Союза воинствующих безбожников, которая была широко разрекламирована в 1932 году, провалилась. С 1937 году массовые репрессии возобновляются. По данным правительственной комиссии по реабилитации жертв политических репрессий, в 1937 году власти арестовали 136900 православных священно- и церковнослужителей, из которых было расстреляно 85300; в 1938 году арестовано 28300 и расстреляно 21500, в 1939 году — соответственно 1500 и 900, в 1940 году — 5100 и 1100, в 1941 году — 4000 и 1900. В этот период репрессировано большинство клириков РПЦ, включая как последователей, так и противников митрополита Сергия.

### Вторая мировая война
22 июня 1941 года, в первый день Великой Отечественной войны митрополит Сергий (Страгородский) обратился к православным с посланием, в котором благословил «всех православных на защиту священных границ нашей Родины»

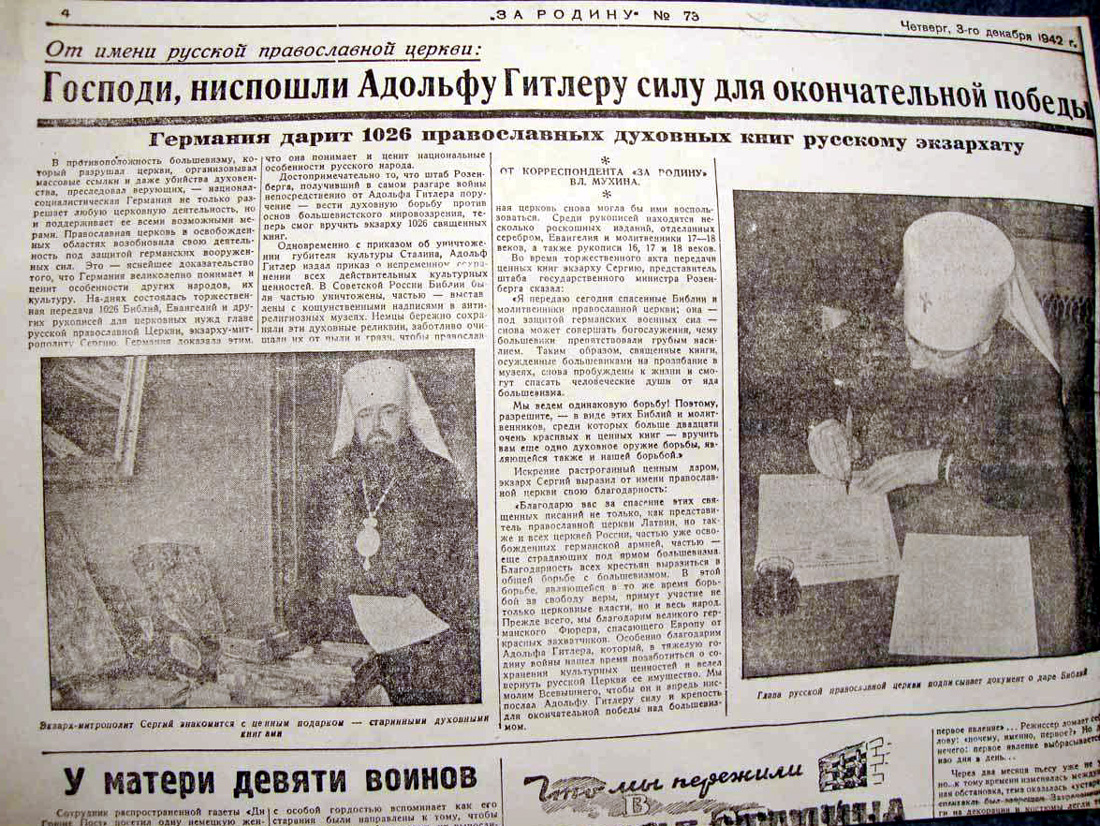
Псковско-рижская оккупационная немецкая газета «За родину» с заглавием статьи: «От имени русской православной церкви: Господи, ниспошли Адольфу Гитлеру силу для окончательной победы». На фото Сергий (Воскресенский)

На значительной территории в европейской части СССР, оказавшейся в первые два года войны под контролем германской администрации происходило массовое открытие храмов и некоторых монастырей (так, в сентябре 1942 года германскими властями была открыта Киево-Печерская лавра). В 1943 году произошла заметная коррекция политики советского руководства в отношении Патриаршей церкви, которой было отдано однозначное предпочтение перед обновленческими структурами, признанными с 1922 года государственными органами как «Православная Российская Церковь», которые полностью исчезли уже в 1946 году; Московская патриархия была признана как единственная законная православная Церковь в СССР (за исключением Грузии, на территории которой Московская патриархия в ноябре 1943 года признала юрисдикцию Грузинской церкви, мотивируя такое решение тем, что «по церковным правилам (Всел. IV, 17 и др.) церковные границы должны следовать за государственными») всеми прочими поместными православными Церквами. 4 сентября 1943 года Сталин принял у себя митрополитов Сергия (Страгородского), Алексия (Симанского) и Николая (Ярушевича); по результатам беседы было принято решение о проведении архиерейского Собора. По мнению Шкаровского, главной целью, которую при этом преследовал Иосиф Сталин, было превращение Патриархии в послушную часть политического режима, существовавшего в СССР.
Собор епископов, прошедший в Москве 8 сентября 1943 года, избрал митрополита Сергия (Страгородского) на Патриарший престол. Правительством СССР учреждался Совет по делам Русской православной церкви, который был призван осуществлять контроль над духовенством и быть посредником между Московской патриархией и государственной властью. Было открыто несколько богословских школ (впоследствии получивших статус семинарий и академий); тысячи храмов, открытых на территории, оккупированной германской армией, продолжили деятельность после её освобождения советскими войсками.
С 31 января по 4 февраля 1945 года в Москве состоялся поместный собор Русской православной церкви, на котором Патриархом был избран митрополит Ленинградский Алексий.

### Послевоенный и позднесоветский периоды
21 февраля 1946 года на заседании Международного военного трибунала Нюрнбергского процесса советской стороной были представлены документы по разделу обвинения «Разрушение и разграбление культурных и научных ценностей, культурно-бытовых учреждений, монастырей, церквей и других учреждений религиозных культов», согласно которым немецко-фашистские захватчики уничтожили или разрушили на территории СССР 1670 церквей и 69 часовен.
В первые два года после войны продолжился количественный рост приходов РПЦ в СССР. Например, в РСФСР действовало в 1946 году 2816 церквей, молельных домов и соборов, а в 1947 году их было уже 3217. Возросла в послевоенный период численность духовенства. На 1 января 1948 года в СССР по данным Совета по делам Русской православной церкви было 11827 священников и диаконов. Значительная часть новых священников была из униатских приходов Западной Украины, привлеченных в Русскую православную церковь в 1946—1948 годах после отмены Брестской и Ужгородской уний. По данным Георгия Карпова, председателя Совета по делам Русской православной церкви, на 2 января 1948 года из 2718 униатских приходов Западной Украины в состав Русской православной церкви перешёл 2491 приход.
В 1947 году началось некоторое ужесточение антирелигиозной политики на идеологическом и пропагандистском уровне, которое распространялось также и на РПЦ. За 1947—1957 годы были ликвидированы 38 монастырей Русской православной церкви.
Новая волна антирелигиозной и антицерковной политики была инициирована в период между 1959 и 1964 годом, во время нахождения во главе СССР Н. С. Хрущёва; жёсткая линия сохранялась и впоследствии. Ряд мирян и клириков в тот период участвовали в диссидентском движении, признавались впоследствии «узниками совести». Священники Глеб Якунин, Сергий Желудков, диакон Владимир Русак и другие отбывали заключение в советских тюрьмах и в ссылке, защищая свободу вероисповедания. Среди заметных фигур того времени были священники Дмитрий Дудко и Александр Мень. Хотя последний сторонился практической работы в диссидентском движении и пытался больше сосредоточиваться на своём призвании пастыря и проповедника, имелась определённая связь между Александром Менем и другими диссидентами.
2 июня 1971 года на Поместном соборе Русской православной церкви патриархом Московским и всея Руси был избран митрополит Крутицкий Пимен (Извеков).
Церковь в СССР находилась под усиленным контролем со стороны КГБ. В 1965 году Совет по делам Русской православной церкви был соединен с Советом по делам религиозных культов в единый надзорный орган — Совет по делам религий. Константин Харчев, председатель этого органа в 1984—1989 годах, впоследствии объяснял: «Ни один кандидат на должность епископа или другую высокую должность, будь то член Священного Синода, не получал её без одобрения ЦК КПСС и КГБ». Профессор Натаниэль Дэвис обращает внимание на следующее: «Если епископы хотели защитить своих людей и сохранить должность, они должны были сотрудничать в какой-то степени с КГБ, с комиссарами Совета по делам религий и с другими партийными и правительственными властями». Патриарх Алексий II признавался, что епископы шли на компромиссы с советским правительством, включая его самого, и публично раскаивался в содеянных компромиссах.
Русская православная церковь в это время принимала участие в экуменическом движении Христианской мирной конференции, Конференции европейских церквей и Всемирного совета церквей, проводила миротворческую деятельность, включая две всемирные конференции — «Религиозные деятели за прочный мир, разоружение и справедливые отношения между народами» (1977) и «Религиозные деятели за спасение священного дара жизни от ядерной катастрофы».
К 1987 году число действующих церквей в СССР сократилось до 6893, а действующих монастырей до полутора десятков, из которых в двух (в Литве и Беларуси) имелись две монашеские общины, мужская и женская. Кроме того, два монастыря находились за пределами СССР — в Святой Земле и на Афоне. В 1987 году в РСФСР от 40 до 50 % новорождённых (в зависимости от региона) были крещены и более 60 % умерших были похоронены по «христианскому обычаю» (благодаря получившему широкое распространение «заочному отпеванию»).
Начиная с 1987 года, в рамках проводившейся при Михаиле Горбачёве политики гласности и перестройки, начался постепенный процесс передачи в пользование Патриархии, епархий и общин верующих зданий и имущества, ранее находившихся в церковном ведении, происходила либерализация режима контроля над религиозной жизнью и отмена ограничений деятельности религиозных объединений. Важной вехой явился 1988 год — год празднования тысячелетия Крещения Руси и проведения юбилейного поместного собора РПЦ. Был снят запрет на освещение религиозной жизни в СССР по телевидению — впервые в истории Советского Союза люди смогли видеть прямые трансляции богослужений по телевизору.
В 1988 году Русская православная церковь имела уже 8,5 тысяч приходов и 76 епархий на территории СССР, а также 120 зарубежных приходов, объединённых в три благочиния (Финляндское, Венгерское, Мексиканское) и 3 экзархата (Западноевропейский, Среднеевропейский, Центрально- и Южно-Американский), 20 монастырей, из которых два зарубежные: мужской Пантелеимонов на Афоне (юрисдикционно находящийся в ведении Константинопольского патриарха) и женский Горненский вблизи Иерусалима.
В июне 1990 года на поместном соборе Русской православной церкви, впервые в послевоенный период проходившем без вмешательства Совета по делам религий, патриархом Московским и всея Руси был избран митрополит Ленинградский Алексий (Ридигер).
В советский период в церковной жизни проявлялось стремление правильно исполнять правила участия в богослужении, соблюдать требы, традиции и ритуалы. Много обсуждали правила исполнения постов и взаимоотношений между мирянами и духовенством. В сознании большинства практикующих православных порядок церковной жизни, который сложился в это время, представлялся сакральным, в том числе сакральным воспринимали церковнославянский язык богослужения. Не только миряне, но и большая часть духовенства были плохо знакомы с православным вероучением. Популярным был принцип: «Предание выше Писания».

### 1991—2018
В течение постсоветского периода в церкви ослабли или практически исчезли монархические, тоталитаристские или радикально националистические настроения. РПЦ начала осознавать себя в качестве сообщества представителей разных политических взглядов, национальностей и социальных слоёв. В духовенстве и среди православных мирян присутствуют различные идейные и политические течения. Заметной стала социальная активность РПЦ, прежде всего в сфере благотворительности, волонтёрства, а также в сфере культуры. В жизни РПЦ присутствуют значительная власть церковного начальства и связанная с этим система распоряжения финансами, которая не контролируется официальными государственными и церковными институтами.
Существенная особенность положения РПЦ после 1991 года (распада СССР) — транснациональный характер её юрисдикции в пределах бывшего СССР (без Грузии и Армении): впервые за всю историю своего бытия Московский патриархат полагает своей «канонической территорией» (термин был введён в оборот в 1989 году) территорию множества суверенных и независимых государств. Как следствие, её административно-канонические подразделения, находясь в разных странах, функционируют в весьма различных государственно-правовых, общественно-политических и конфессионально-культурных условиях. В результате с начала 1990-х годов возникла канонически ненормальная ситуации параллельных юрисдикций в Эстонии и Молдове, а с 2000-х — в Китае и части Украины.
В 2000 году в сотрудничестве российскими научными учреждениями РПЦ приступила к изданию многотомной «Православной энциклопедии» под редакцией патриарха Алексия II.
17 мая 2007 года патриарх Алексий II и первоиерарх РПЦЗ митрополит Лавр (Шкурла) подписали Акт о каноническом общении, которым был ликвидирован восьмидесятилетний раскол между Московским патриархатом и Русской православной церковью заграницей (РПЦЗ). В результате подписания данного акта РПЦЗ вошла в состав РПЦ на правах самоуправляемой церкви (соответствующие поправки были внесены в Устав РПЦ 27 июня 2008 года) и получила признание канонических православных церквей. Однако часть духовенства и мирян РПЦЗ под предводительством епископа Агафангела данный акт не признала, и они продолжили своё существование как независимая, но не признанная каноническими православием церковь — РПЦЗ под омофором митрополита Агафангела.
В начале патриаршества патриарха Кирилла (избран в январе 2009 года) была проведена реформа административной структуры Московской патриархии, в частности создан ряд новых синодальных учреждений (отделов); в 2011 году была начата реформа епархиального устройства РПЦ, согласно которой производилось разделение некоторых епархий в РФ и учреждение митрополий, включающих две или более епархии.
В декабре 2018 году на основе неканонических Украинской православной церкви Киевского патриархата (УПЦ КП) и Украинская автокефальная православная церковь (УАПЦ) была создана Православная церковь Украины, не признанная Московским патриархатом.
В 2014 году Россия аннексировала Крым и РПЦ захватила храмы и имущество Украинской православной церкви Киевского патриархата[значимость факта?].

### После 2018 года: Разрыв общения с некоторыми церквями, независимость УПЦ

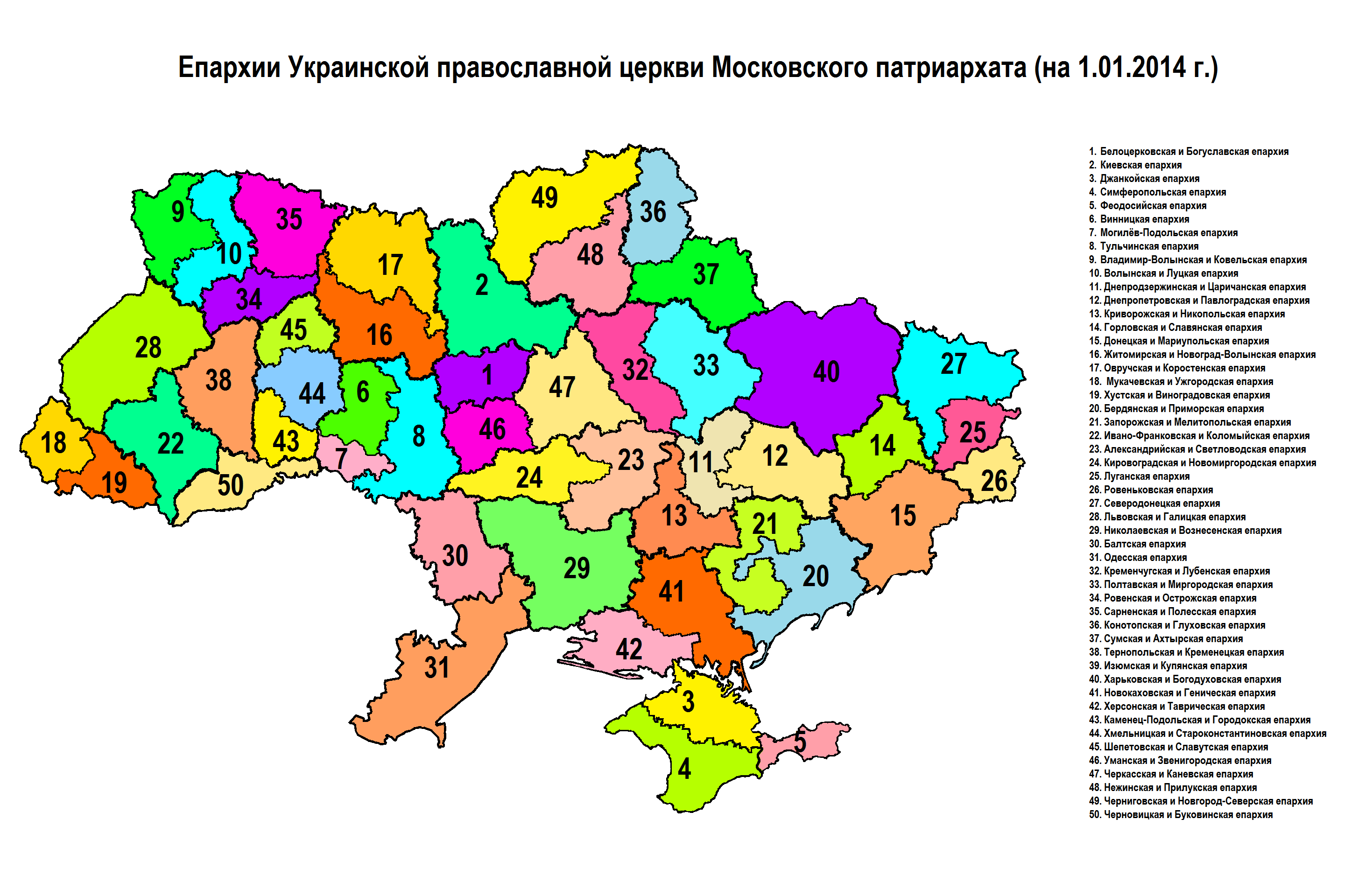
Епархии Украинской православной церкви (Московского патриархата) на конец 2013 года

В 2018 году, в связи с ситуацией на Украине, отношения Московского париархата с Константинопольским патриархатом резко обострились. В заседании 15 октября 2018 года, в ответ на ряд решений Константинопольского патриархата, направленных на предоставление автокефалии православной церкви на Украине, в частности отмену совершённой в 1686 году передачи Киевской митрополии в Московский патриархат, Синод РПЦ постановил, «ввиду продолжающихся антиканонических действий Константинопольского Патриархата», прервать с ним евхаристическое общение. В октябре и ноябре 2019 года Православная церковь Украины (ПЦУ) была признана предстоятелями соответственно Элладской и Александрийской церквей, в связи с чем РПЦ заявила о прекращении евхаристического общения с элладскими и александрийскими иерархами, которые поддержали или в будущем поддержат ПЦУ. Также после признания ПЦУ предстоятелем Кипрской церкви в октябре 2020 года, РПЦ заявила о прекращении евхаристического общения с ним, а также сослужения с теми её иерархами, которые вступят в церковное общение с представителями ПЦУ.
27 мая 2022 года, три месяца после начала вторжения РФ на Украину, в Киеве состоялся собор УПЦ, который выразил «несогласие с позицией Патриарха Московского и всея Руси Кирилла относительно войны в Украине», принял решение о прекращении поминовения московского патриарха в качестве предстоятеля УПЦ, принял изменения и дополнения в Устав УПЦ, «свидетельствующие о полной самостоятельности и независимости Украинской Православной Церкви».
В июне того же года Священный синод РПЦ учредил Крымскую митрополию, в которую были включены 3 епархии: Симферопольская, Джанкойская, Феодосийская, ранее числившиеся в составе УПЦ. В октябре 2022 года в непосредственное каноническое и административное подчинение патриарха и Священного синода РПЦ была принята Ровеньковская епархия в Луганской области, в мае 2023 года ― Бердянская епархия УПЦ (со сменой управляющего архиерея и последующим вынесением данного решения на рассмотрение Архиерейского Собора). УПЦ последнее решение отвергла, заявив, что митрополит Ефрем (Яринко) продолжит управлять епархией удалённо. По мнению российского политолога Алексея Макаркина, тем самым УПЦ «показала, что не признает перевод Запорожской области в подчинение России и для неё Бердянская епархия все так же является частью Украины и расположена на канонической территории УПЦ».
Политическая роль
В России и на Украине заметная часть населения считает православие важной частью самоидентификации, несмотря на низкий уровень фактической воцерковленности. Это делает православную церковь важным элементом политического влияния Москвы — каналом распространения традиционных российских ценностей, отличных от западного либерализма. После начала российско-украинского конфликта политическая роль РПЦ усилилась по двум направлениям. Во-первых, Церковь подчеркивает историческую связь между Украиной и Россией, поскольку православие пришло в X веке на Киевскую Русь (современные Беларусь, часть России и Украина) именно через Киев. Поэтому РПЦ не признает независимость других православных церквей на Украине, указывая, что народы Украины и России вышли «из одной Киевской купели» и разделяют «единую историческую судьбу». Этот тезис позволяет России утверждать, что она освобождает братский народ. Во-вторых, патриарх Кирилл обвиняет Запад в разложении, противопоставляя «греховность» последнего традиционным российским ценностям. Он объясняет стремление некоторых частей Украины к независимости распространившимся влиянием либерализма. В частности, патриарх Кирилл считает, что война в Донбассе началась из-за нежелания местного населения видеть у себя гей-парады. В ответ на письмо Всемирного совета церквей, призывающее к миротворческим усилиям, Патриарх утверждает, что Россия не является агрессором и что «трагический конфликт» стал «частью геополитической стратегии, направленной, прежде всего, на ослабление России».

## Статистика

### Советский период
С 1928 года власти СССР начали массовое закрытие религиозных учреждений: если в 1927 году в России было закрыто 134 молитвенных здания, то в 1928 году — 542, а в 1929 году — 1000, в 1937 году закрыто более 8 тысяч церквей, ликвидировано 70 епархий и викариатств, расстреляно около 60 архиереев.
В 1938 году из примерно 37 тысяч православных храмов всех течений, действовавших на начало 1930 года, оставались формально незакрытыми только 8302, в том числе 3903 на Украине и 3617 в РСФСР. Однако реально из них действовала лишь небольшая часть, так как вследствие массовых репрессий была острая нехватка духовенства. К этому году в СССР не существовало ни одного официально действующего монастыря. Из высшего духовенства к 1941 году на кафедрах осталось четыре человека: два епископа и два митрополита. В 1939—1940 годах с присоединением к СССР стран Прибалтики, Западной Украины, Западной Белоруссии, Бессарабии и Северной Буковины, прибавились 64 православных монастыря и 3350 действующих храмов.
Согласно докладу Георгия Карпова, к 1948 году в СССР действовали 14 329 храмов, по сравнению с довоенным количеством 3021—3732 церквей.
На 1 января 1952 года в СССР насчитывалось 62 монастыря и 13 786 действующих православных храмов, 120 из которых не действовали, поскольку использовались для хранения зерна. На 1 января 1966 года действовали всего 7523 храма и 16 монастырей.
В 1988 году отмечали 1000-летие Крещения Руси, в это время в СССР действовали 6893 прихода и 22 монастыря.

### Современность

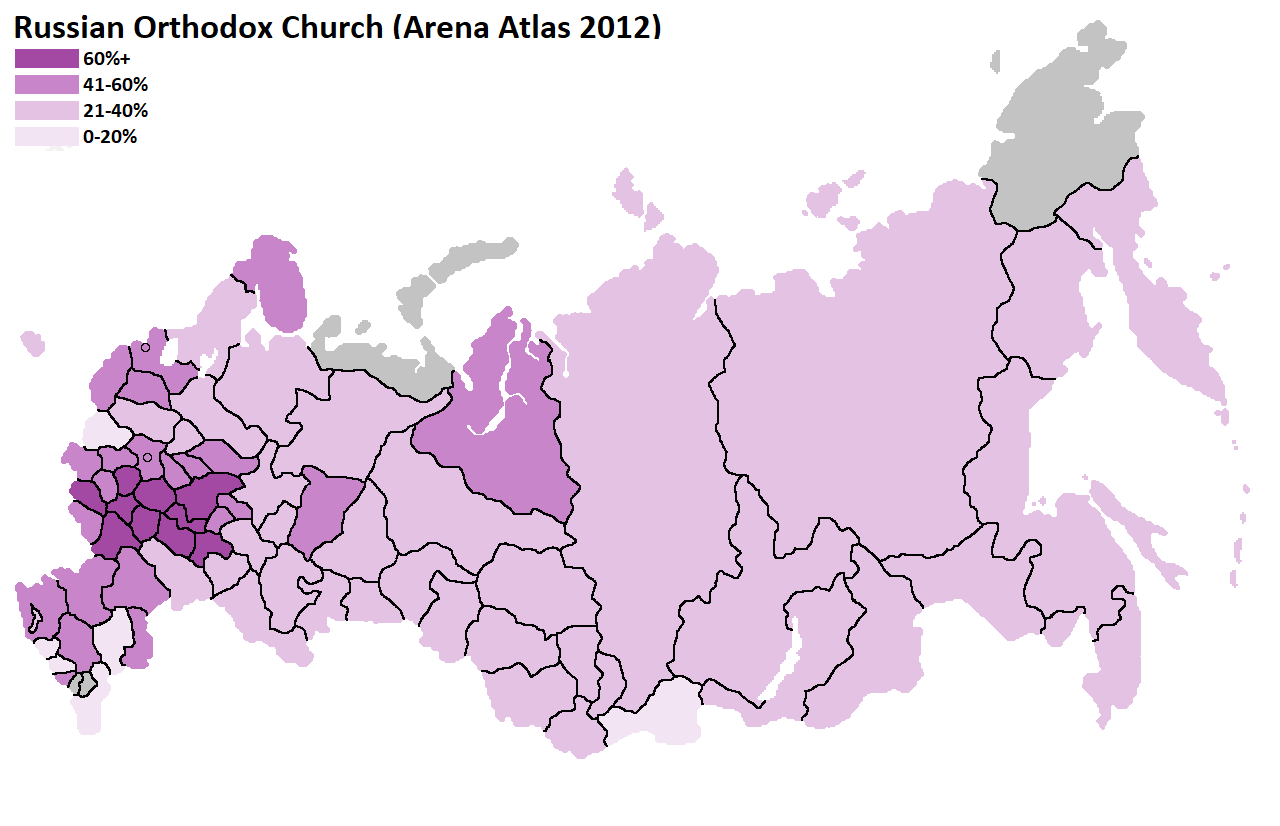
Процент верующих Русской православной церкви по регионам России по состоянию на 2012 год

В постсоветское время быстро растёт число действующих церквей и монастырей, благодаря как восстановлению заброшенных, так строительству новых.
В 1997 году в ведении РПЦ было 390 действующих монастырей (185 мужских и 205 женских), из них 242 на территории России.
В 2005 году религиоведы Сергей Филатов и Роман Лункин, проводя анализ православной религиозности современных россиян, пришли к выводу, что «расширяя или сужая строгость критериев, к практикующим православным в России можно отнести от 2 до 10 % населения, то есть от 3 до 15 млн человек», и высказали мнение, что она «зыбка и не структурирована — организационно, догматически и идеологически, что любые критерии её измерения и цифры, полученные на их основе, носят в принципе условный характер», поскольку считают, что «про большинство „православных верующих“ трудно сказать — православные они верующие или нет».
Русская православная церковь (на территории бывшего СССР) не ведёт точного учёта количества своих членов или посещаемости богослужений. Согласно митрополиту Илариону (Алфееву), по состоянию на 2018 год численность членов РПЦ составляла 160 млн человек.
По состоянию на начало 2019 года в Русской православной церкви насчитывалось 309 епархий с 382 архиереями, 35 677 священников и 4837 диаконов, 38 649 приходов, 474 мужских и 498 женских монастыря с 5883 насельниками и 9687 насельницами соответственно (включая рясофорных). В странах дальнего зарубежья действовало 19 епархий Русской православной церкви, включающих 977 приходов и 40 монастырей; при этом с 2009 года количество «стран присутствия Русской Православной Церкви» увеличилось на десять государств. На это же время на территории России было зарегистрировано 18 550 религиозных организаций, принадлежащих Русской православной церкви, включая 500 монастырей, действующих храмов и других молитвенных помещений.

## Современное устройство и управление

### Общие сведения
Современная структура Русской православной церкви (Московского патриархата), порядок формирования её центральных и местных органов управления, их полномочия определены Уставом Русской православной церкви, принятым Архиерейским собором 16 августа 2000 года с поправками, принятыми на Архиерейском соборе 27 июня 2008 года, а также Архиерейскими соборами 2011, 2013, 2016 и 2017 годов.
Ныне действующая редакция Гражданского устава РПЦ зарегистрирована в Министерстве юстиции РФ 30 ноября 1998 года при перерегистрации религиозных объединений в соответствии с новым Федеральным законом от 26 сентября 1997 года № 125-ФЗ «О свободе совести и о религиозных объединениях». Гражданский устав РПЦ (1991), зарегистрированный в Министерстве юстиции РФ 30 мая 1991 года, был опубликован в «Журнале Московской Патриархии».
Устав РПЦ определяет Русскую православную церковь как «многонациональную поместную автокефальную церковь, находящуюся в вероучительном единстве и молитвенно-каноническом общении с другими поместными православными церквами».
Согласно Уставу Русской православной церкви, высшими органами церковной власти и управления являются Поместный собор, Архиерейский собор и Священный синод во главе с патриархом, обладающие законодательными, исполнительными и судебными полномочиями — каждый в своей компетенции.
Поместный собор решает вопросы, касающиеся избрания патриарха и его ухода на покой, предоставления частям Русской православной церкви автокефалии, автономии и самоуправления. Созывается в сроки, которые определяются Архиерейским собором или, в исключительных случаях, патриархом и Священным синодом, в составе архиереев, клириков, монашествующих и мирян. Последний собор был созван в январе 2009 года.
Архиерейский собор — поместный собор, в котором участвуют исключительно епископы. Является высшим органом иерархического управления Русской православной церкви. В его состав входят все правящие епископы Церкви, а также викарные епископы, возглавляющие синодальные учреждения и духовные академии; по Уставу, созывается не реже одного раза в четыре года.
Священный синод, согласно действующему Уставу РПЦ, является высшим «органом управления Русской православной церкви в период между Архиерейскими соборами». Состоит из председателя — патриарха (или местоблюстителя), девяти постоянных и пяти временных членов — епархиальных архиереев.
Патриарх — предстоятель Церкви, имеет титул «Святейший Патриарх Московский и всея Руси». Ему принадлежит «первенство чести» среди епископата Русской православной церкви. Имя патриарха возносится во время богослужения во всех храмах Русской православной церкви.
Высший церковный совет — постоянный исполнительный орган, действующий с марта 2011 года при патриархе Московском и всея Руси и Священном синоде Русской православной церкви. Возглавляется патриархом и состоит из руководителей синодальных учреждений Русской православной церкви.
Как юридическое лицо Церковь зарегистрирована в виде религиозной организации «Русская православная церковь» с присвоением ей ОГРН 1037700255471. Каждая структурная единица, находящаяся в каноническом ведении РПЦ, зарегистрирована Министерством юстиции как самостоятельное юридическое лицо (религиозная организация).

### Патриарх

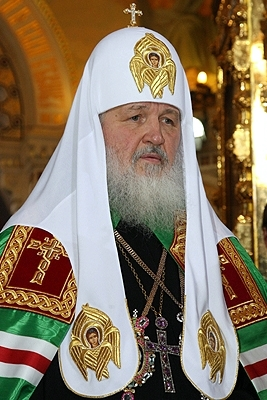
Патриарх Кирилл — нынешний глава Русской православной церкви

Сан патриарха является пожизненным. Кандидатом для избрания в патриархи может быть только архиерей (епископ) Русской православной церкви не моложе 40 лет, имеющий высшее богословское образование и достаточный опыт епархиального управления; вопрос гражданства (подданства) Уставом не оговорён. Право церковного суда над патриархом, а также решение об уходе его на покой принадлежит Архиерейскому собору. В случае кончины патриарха или невозможности выполнения им своих обязанностей (уход на покой, нахождение под церковным судом и т. п.) Священный синод под председательством старейшего по хиротонии постоянного члена Священного синода немедленно избирает из числа своих постоянных членов местоблюстителя патриаршего престола. Процедура избрания местоблюстителя устанавливается Священным синодом.
Являясь правящим епископом города Москвы (епархия Московской области находится в непосредственном управлении патриаршего наместника — митрополита Крутицкого и Коломенского), патриарх обладает значительными общецерковными административными полномочиями: вместе со Священным синодом созывает Архиерейские соборы и заседания Священного синода, в исключительных случаях — Поместные соборы, — и председательствует на них; несёт ответственность за исполнение постановлений Соборов и Священного синода; издаёт указы об избрании и назначении епархиальных архиереев, руководителей синодальных учреждений, викарных архиереев, ректоров духовных школ и иных должностных лиц, назначаемых Священным синодом; награждает архиереев установленными титулами и высшими церковными отличиями; награждает клириков и мирян церковными наградами; утверждает присуждение учёных степеней.
Московская патриархия — учреждение Русской православной церкви, объединяющее структуры, непосредственно руководимые патриархом. Патриарх — священноархимандрит (настоятель) Троице-Сергиевой лавры, а также ряда других монастырей, имеющих статус патриарших ставропигий.
В части внешних сношений патриарх «сносится с предстоятелями Православных церквей во исполнение постановлений соборов или Священного синода, а равно и от своего имени; представляет Русскую православную церковь в отношениях с высшими органами государственной власти и управления».
С 1 февраля 2009 года (интронизация) предстоятель Церкви — патриарх Московский и всея Руси Кирилл, избранный на патриарший престол 27 января того же года на Поместном соборе РПЦ. С 6 декабря 2008 года и до избрания патриархом он был местоблюстителем патриаршего престола.

### Священный синод
Согласно Уставу Русской православной церкви, Священный синод РПЦ состоит из председателя — Патриарха (или местоблюстителя), девяти постоянных и пяти временных членов — епархиальных архиереев. Постоянными членами Священного синода являются следующие иерархи (по кафедре или должности):
- митрополит Киевский и всея Украины — согласно Уставу РПЦ. Однако на соборе 27 мая 2022 года, УПЦ убрала из своего устава пункт о том, что её предстоятель является постоянным членом Синода РПЦ. В это же время митрополит Нежинский Климент заявил, что в состав Синода Русской церкви предстоятель УПЦ больше не входит[150].
- митрополит Минский и Заславский, Патриарший экзарх всея Беларуси;
- митрополит Санкт-Петербургский и Ладожский;
- митрополит Крутицкий и Коломенский;
- митрополит Кишинёвский и всея Молдовы;
- митрополит Астанайский и Казахстанский;
- митрополит Ташкентский и Узбекистанский;
- председатель Отдела внешних церковных связей;
- управляющий делами Московской Патриархии.

В 2011 году в число постоянных членов Синода были включены митрополит Астанайский и Казахстанский и митрополит Среднеазиатский (данное решение Синода было утверждено Архиерейским собором 2013 г.). В 2024 году в состав постоянных членов Священного синода был введён председатель Финансово-хозяйственного управления Московского патриархата, это решение должно быть утверждено на Архиерейском соборе.
Временные члены вызываются для присутствия на одной сессии, по старшинству архиерейской хиротонии, по одному из каждой группы, на которые разделяются епархии.
Как правило, заседания Синода являются закрытыми. Рассматриваемые вопросы решаются общим голосованием, большинством голосов. При равенстве голосов решающее значение имеет голос председателя. Воздержание от голосования не допускается.
Архиерейский собор 26 июня 2008 года утвердил «Положение о церковном суде Русской православной церкви» и предложенные изменения в Уставе Русской православной церкви, согласно которым судебная система РПЦ включает 3 инстанции: епархиальные суды, общецерковный суд и суд Архиерейского собора, а также высшие церковно-судебные инстанции Русской православной церкви за границей и Самоуправляемых церквей.
Конкретными сферами общецерковных дел ведают синодальные учреждения, которые создаются или упраздняются по решению Поместного или Архиерейского соборов Священным синодом. Крупнейшее синодальное учреждение — Отдел внешних церковных связей, играющий ведущую роль во всех контактах Патриархии как за рубежом, так и внутри РФ. Согласно Главе XIV Устава РПЦ, «высшая церковная власть осуществляет свою юрисдикцию» над «церковными учреждениями в дальнем зарубежье» через Отдел внешних церковных связей. C 31 марта 2009 года существует также Секретариат (с 26 июля 2010 года — Управление) Московской Патриархии по зарубежным учреждениям — «в помощь Патриарху Московскому и всея Руси для осуществления канонического, архипастырского, административного, финансового и хозяйственного попечения о зарубежных учреждениях Русской православной церкви».
С 22 ноября 1990 года существуют отдел религиозного образования и катехизации (председатель — митрополит Евгений (Кульберг) и отдел по церковной благотворительности и социальному служению (и. о. председателя — протоиерей Михаил Потокин). В июле 1995 был создан отдел по взаимодействию с Вооружёнными силами и правоохранительными учреждениями, возглавляемый с 13 апреля 2021 года епископом Бронницким Савватием (Загребельным). 31 марта 2009 года были образованы информационный отдел и отдел по взаимодействию Церкви и общества, преобразованные в 2015 году в Синодальный отдел по взаимоотношениям Церкви с обществом и средствами массовой информации (председатель — В. Р. Легойда).

### Структура

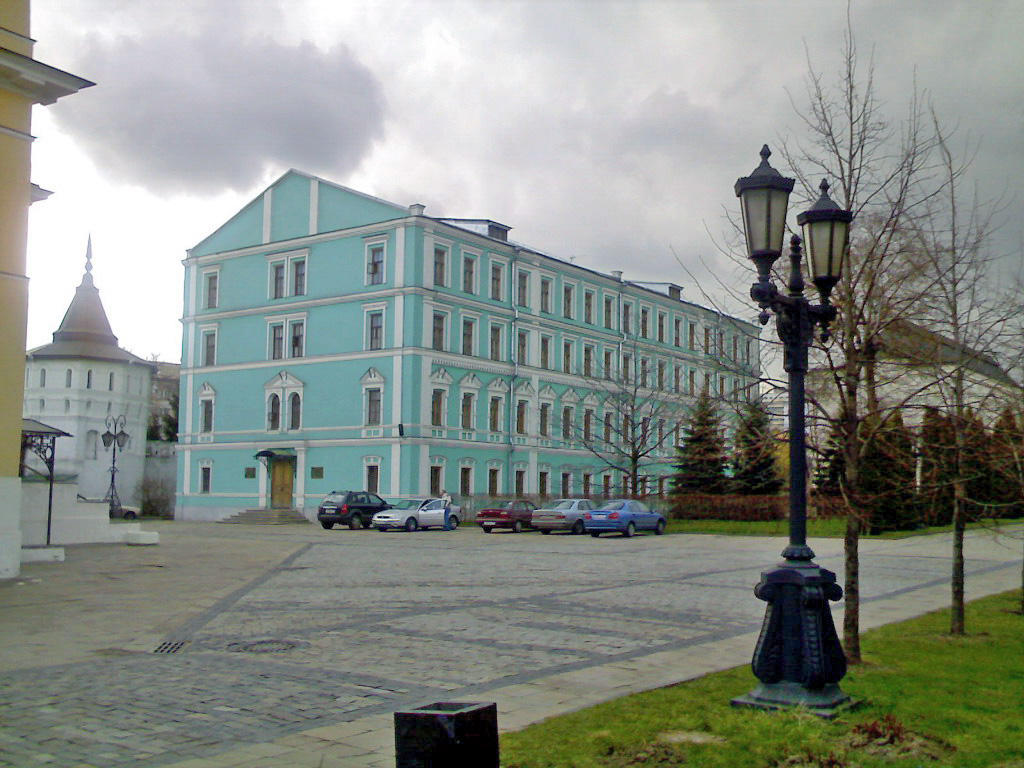
Отдел внешних церковных связей Московской патриархии на территории Данилова монастыря

Входящие в Русскую православную церковь автономные (с февраля 2011 года) и самоуправляемые церкви, экзархаты, митрополичьи округа, епархии, синодальные учреждения, благочиния, приходы, монастыри, братства, сестричества, духовные учебные заведения, представительства и подворья канонически составляют Московский патриархат.
В состав РПЦ входят:
- две автономные церкви: Японская православная церковь и Китайская православная церковь (последняя фактически прекратила своё существование в конце 1960-х годов);
- одна самоуправляемая церковь с правами широкой автономии — Украинская православная церковь;
- четыре самоуправляемые церкви: Православная церковь Молдовы, Латвийская православная церковь, Эстонская православная церковь, Русская православная церковь заграницей;
- четыре экзархата: Белорусская православная церковь, Патриарший экзархат Юго-Восточной Азии, Патриарший экзархат Западной Европы, Патриарший экзархат Африки;
- два митрополичьих округа: Казахстанский митрополичий округ (Православная церковь Казахстана), Среднеазиатский митрополичий округ (Православная церковь Средней Азии);
- архиепископия с особым статусом — Архиепископия западноевропейских приходов русской традиции.

28 декабря 2018 года было объявлено о решении Священного синода Русской православной церкви образовать Патриаршие экзархаты в Западной Европе (с центром в Париже) и Юго-Восточной Азии (с центром в Сингапуре). В сферу пастырской ответственности экзархата в Западной Европе включены: Андорра, Бельгия, Великобритании и Северная Ирландия, Ирландия, Испания, Италия, Лихтенштейн, Люксембург, Монако, Нидерланды, Франция, Швейцария. Синод принял также решение образовать епархию РПЦ в Испании и Португалии с центром в Мадриде. В сферу пастырской ответственности азиатского экзархата в Юго-Восточной Азии вошли: Сингапур, Вьетнам, Индонезия, Камбоджа, КНДР, Южная Корея, Лаос, Малайзия, Мьянма, Филиппины и Таиланд.
С 17 мая 2007 года вследствие подписания патриархом Московским Алексием II и первоиерархом Русской православной церкви заграницей митрополитом Лавром Акта о каноническом общении Русская православная церковь заграницей «пребывает неотъемлемой самоуправляемой частью Поместной Русской православной церкви».

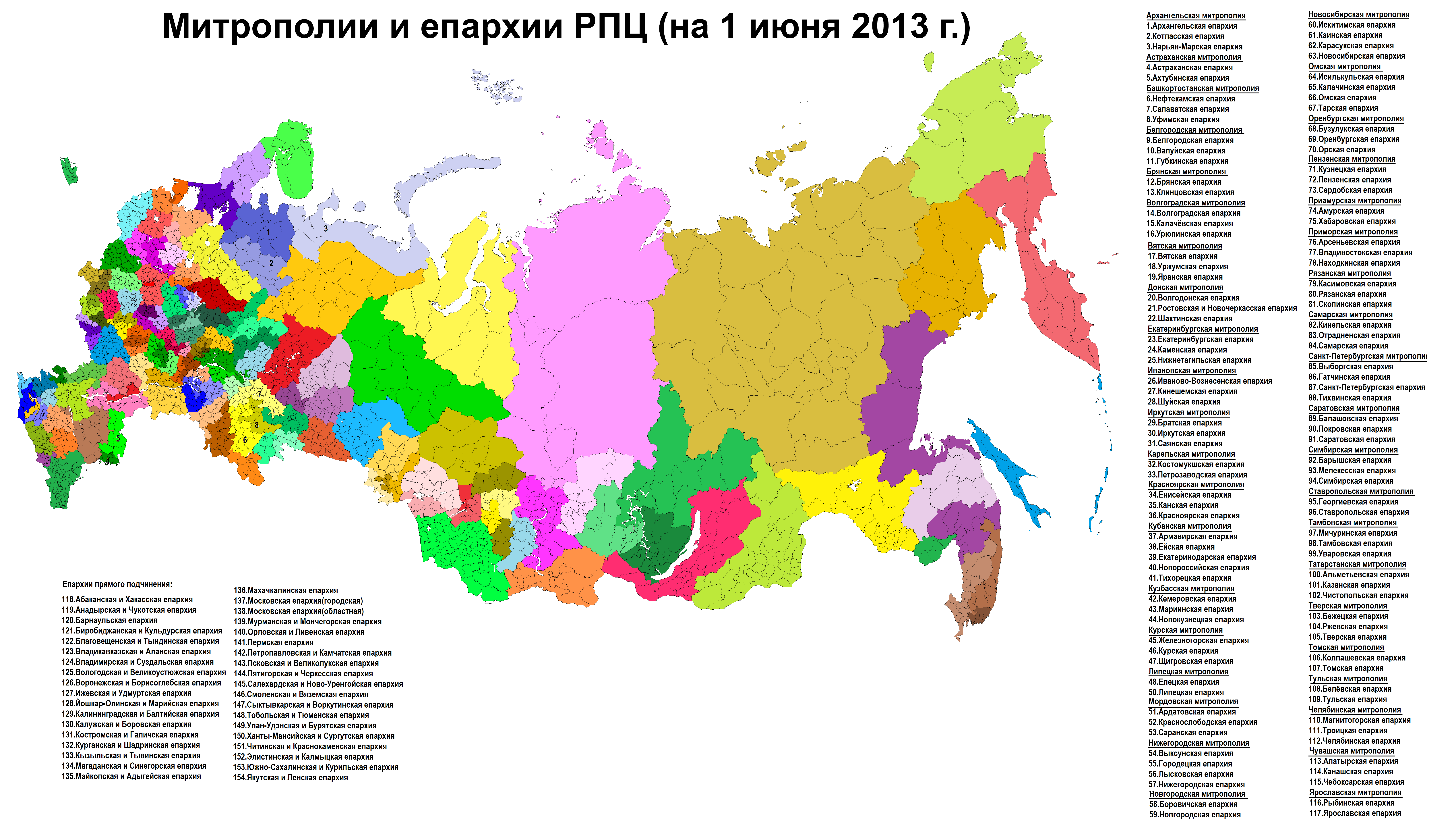
Митрополии и епархии РПЦ на территории России по состоянию на июнь 2013 года

Основная территориальная единица — епархия, возглавляемая епархиальным архиереем (епископом, архиепископом или митрополитом) и объединяющая находящиеся на данной территории приходы (приходские общины), объединённые в благочиния, и монастыри. Границы епархий определяются Священным синодом с учётом административно-территориального деления областей, краёв, республик или государств. Органами епархиального управления являются епархиальное собрание и епархиальный совет, при содействии которых архиерей управляет епархией.
Основная структурная единица церковного устройства — приход — община православных христиан, состоящая из клира и мирян (прихожан), объединённых при храме. Во главе прихода стоит настоятель храма, назначаемый епархиальным архиереем для духовного руководства верующими и управления причтом и приходом. Органами приходского управления являются возглавляемое настоятелем приходское собрание, приходской совет (исполнительный орган, подотчётный приходскому собранию, состоящий из председателя — церковного старосты, его помощника и казначея), — и ревизионная комиссия.

### Каноническое право

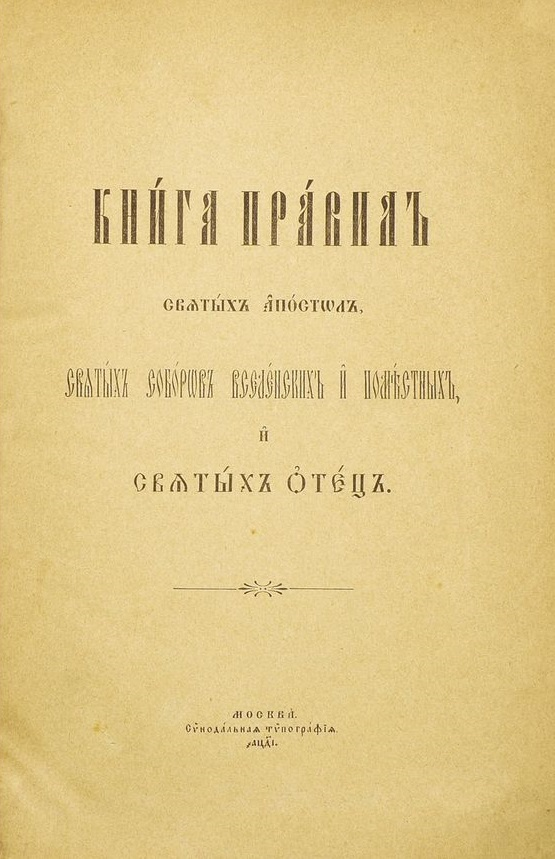
«Книга правил святых апостол, святых соборов вселенских и поместных и святых отец», издание 1914 года

Многочисленный и разнообразный церковно-правовой материал РПЦ имеет свою иерархию. Среди источников ныне действующего права РПЦ первое место по своей авторитетности занимает канонический кодекс Вселенской Православной церкви — Правила святых апостолов, соборов и отцов Церкви, включённые в состав греческого «Пидалиона», Афинской синтагмы и в славяно-русскую Книгу правил. Согласно православной позиции, эти правила не могут быть отменены по крайней мере властью поместной церкви. За канонами по важности следует Устав РПЦ, определения и постановления поместных и архиерейских соборов. Сохраняют действие Определения Поместного собора 1917—1918 годов в части, которая формально не отменялась, не заменялась новыми нормами Устава РПЦ и не входит в противоречие с существующими условиям церковной жизни.
Источником действующего в РПЦ канонического права служат также Определения Священного синода и указы патриархов, патриарших местоблюстителей и заместителя патриаршего местоблюстителя, если они не были отменены или не устарели. Нормы канонического права синодального периода и досинодальной эпохи также сохранило силу в той мере, в какой оно не было отменено, изменено и не устарело.
Государственные законы о Церкви периода до революции, которые не были авторизованы высшей церковной властью, считаются утратившими силу. В новейших государственно-правовых условиях внешнее положение Церкви в рамках государства определяет текущее государственное законодательство; право предшествовавшей государственной власти законодательно вмешиваться во внутрицерковные дела с самого начала было лишено достаточных канонических оснований.
Разнородный правовой материал, включённый в Кормчую книгу, имеет разную силу. Некоторые законы византийских императоров через Кормчую книгу вошли в русское право и сохранили свою силу по причине церковных нужд и церковной традиции, поэтому по меньшей мере относительная важность признаётся даже за законами византийского происхождения, которые включены в Кормчую, в частности в сфере церковного брачного права, сравнительно мало регламентированного канонами.

### Экономическая деятельность
К началу XX века доходы Церкви измерялись десятками миллионов рублей. Так, в 1913 году доход православных монастырей и архиерейских домов составил 89,5 млн руб., а расходы — 23 млн руб. Доходы духовенства очень различались по приходам. Так, городские священники зарабатывали больше, чем сельские. Кроме того, приходы находились в неравном положении. В частности, были безокладные причты, где священник жил на пожертвования от треб и на доход от 33 десятин надельной земли. Кроме того, доходы различались в зависимости от сана. Так, священник бедного прихода мог получать около 300 рублей в год, а правящий архиерей около 25 тысяч рублей в год (то есть в 83 раза больше).

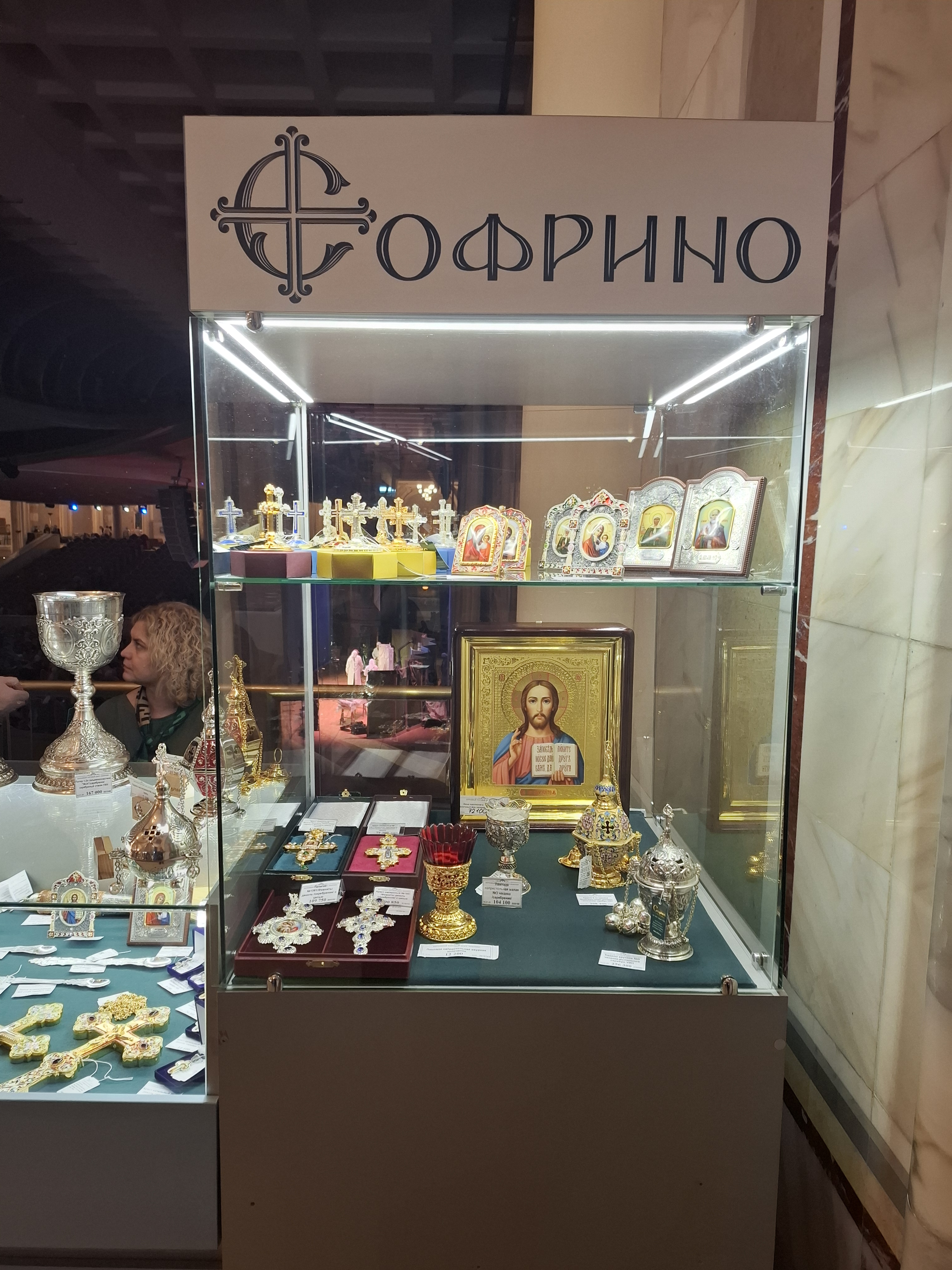
Продукции предприятия «Софрино», являющегося одним из основных источников доходов РПЦ

По данным на 1985 год доходы Русской православной церкви складывались из добровольных пожертвований, а также оплат треб и приобретённых прихожанами церковных свечей и предметов религиозного назначения.
С точки зрения налогообложения законодательство России рассматривает структуры РПЦ, как и прочих религиозных объединений, в качестве некоммерческих организаций. Русская православная церковь предоставляет Федеральной регистрационной службе финансовую отчётность упрощённой формы, предусмотренной для религиозных объединений, и имеет ряд налоговых льгот.
Из доклада Патриарха Алексия II на Архиерейском соборе 24 июня 2008 года: «За период, прошедший после Архиерейского собора 2004 г., расходная часть общецерковного бюджета увеличилась на 55 %. Основные затраты связаны с содержанием духовных учебных заведений — 46 %, а взносы епархий покрывают лишь 29 % этих расходов или ровно половину годовой сметы МДАиС». Определением Священного синода от 31 марта 2009 года учреждено Финансово-хозяйственное управление Московской Патриархии (впервые было организовано в 1946 году; упразднено 17 февраля 1997 года). В докладе на Архиерейском совещании 2 февраля 2010 года патриарх Кирилл отметил сферу финансов и хозяйства «как один из проблемных аспектов нашей церковной жизни»; Патриарх выразил «недоумение» в связи с суммами отчислений в Московскую Патриархию «ряда епархий в 100, 200 или 300 тысяч», которые, по его словам, «соответствуют годовым отчислениям в Московскую Патриархию наименее обеспеченных приходов Москвы»; Патриарх также констатировал уменьшение в 2010 году объёма финансирования работ по восстановлению и реставрации памятников истории и архитектуры федерального значения в рамках Федеральной целевой программы «Культура России (2006—2011 годы)».
Согласно исследованию Н. А. Митрохина, основную прибыль Московской Патриархии приносят операции с государственными ценными бумагами (приобретение государственных краткосрочных облигаций) и два коммерческих предприятия (подмосковное «Софрино» — по производству церковной утвари, и гостиница «Даниловская» в Москве), взносы же епархиальных управлений на общецерковные нужды составляют небольшую долю — согласно сообщению Патриарха Алексия II на Архиерейском Соборе в октябре 2004 года, 6 % от всех поступлений и 22 % от взносов на эти цели, сделанных храмами Москвы. Согласно исследованию Н. А. Митрохина и М. Ю. Эдельштейна, доходы типичного прихода РПЦ составляют несколько тысяч долларов в год и складываются из четырёх основных компонентов: средства, полученные от продажи свечей; пожертвования за требы и поминовения; тарелочно-кружечный сбор (пожертвования во время богослужений); доходы от торговли утварью и книгами. Согласно газете «Аргументы и факты» (2010), в настоящее время в России действуют православные агентства недвижимости.
По словам религиоведа С. Б. Филатова (2021), следствием установления вертикали власти в РПЦ, является ситуация, при которой церковные финансы находятся в бесконтрольном владении церковного начальства. Согласно Филатовау, РПЦ имеет три источника доходов: церковные расходы прихожан; дары спонсоров, в том числе предпринимателей и различных коммерческих организаций; и материальная помощь властей, прежде всего на реставрацию церковных зданий, памятников культуры. Только последний источник как минимум формально является подконтрольным государству и обществу. Расходы прихожан и помощь спонсоров являются закрытыми сферами, которые контролирует личная воля церковного начальства, что приводит к ряду проблем. В современной церкви сложилось значительное имущественное расслоение. В то время как епископы, настоятели крупных городских приходов, игумены часто посещаемых паломниками монастырей имеют высокий уровень дохода, большинство церковнослужителей, особенно небольших городов и сельских населенных пунктов живут бедно. К сложности их положения добавляется то обстоятельство, что среди духовных лиц распространены многодетные семьи. Церковные учебные заведения и благотворительные проекты регулярно сталкиваются с недостаточным финансированием.

### Имущество

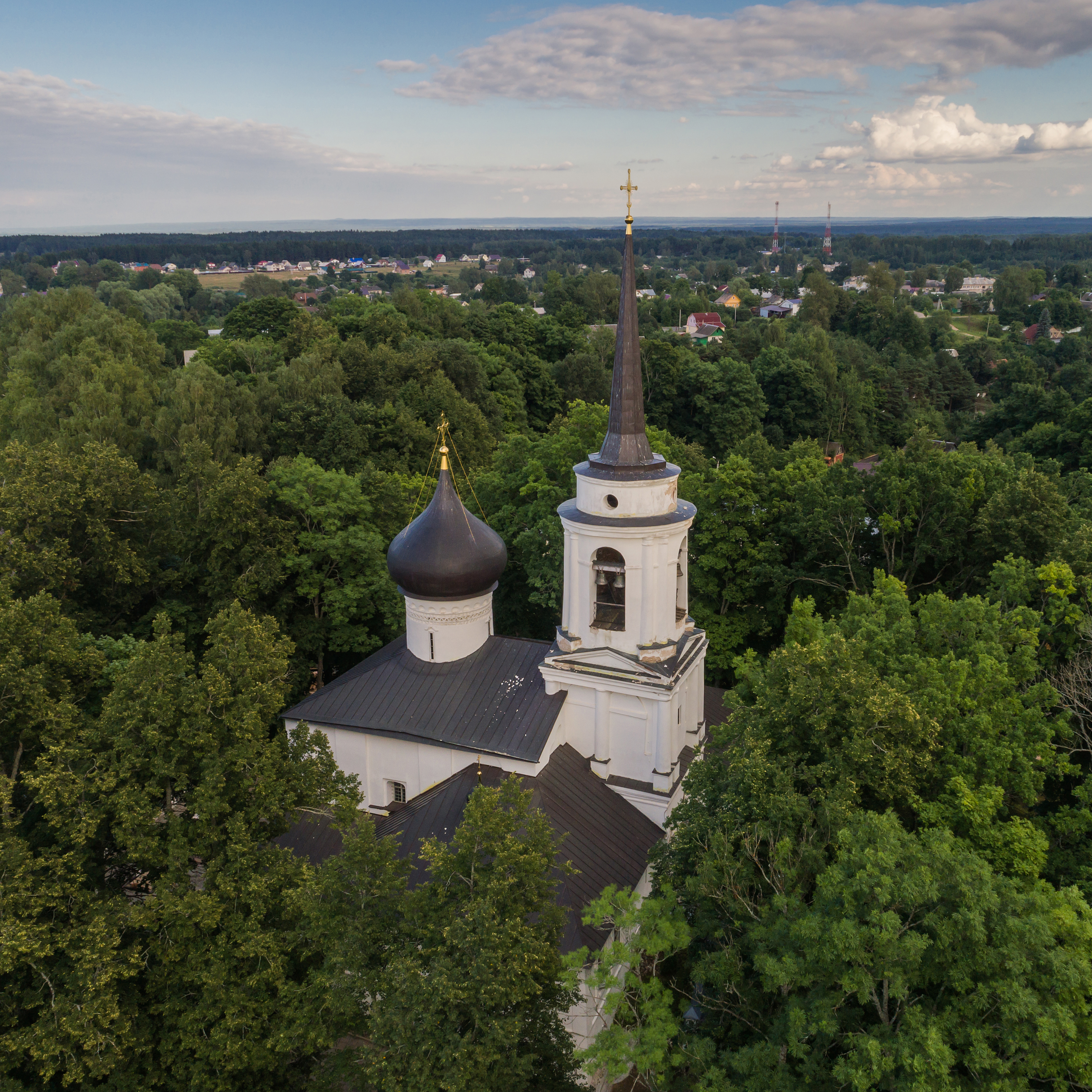
Успенский собор Святогорского монастыря в посёлке Пушкинские Горы Псковской области

В марте 2007 года правительственная комиссия под руководством Дмитрия Медведева утвердила концепцию передачи в собственность РПЦ имущества религиозного назначения, поручив Минэкономразвития подготовить соответствующий законопроект. 13 января 2010 года правительственная комиссия по вопросам религиозных объединений рассмотрела новую редакцию закона «О передаче религиозным организациям имущества религиозного назначения»: согласно ей, структурам РПЦ будут переданы объекты, находящиеся как в федеральной, так и в региональной собственности. При этом Московский патриархат «не будет поднимать вопрос о реституции, но приветствует шаги государства по возвращению церковных зданий».
30 ноября 2010 года президент РФ Дмитрий Медведев подписал закон о передаче РПЦ имущества религиозного назначения, находящегося в федеральной или региональной собственности.
Русская православная церковь имела ряд имущественных споров с государством, религиозными организациями и частными лицами; некоторые из споров вызвали общественный резонанс. По мнению Валерия Назарова, главы Федерального агентства по управлению федеральным имуществом, имущественные споры между государством и религиозными организациями чаще всего возникают вокруг музеев, памятников истории и культуры.
Так как в советский период власти практически не разрешали строить православные храмы, то к 1991 году значительная часть используемых для православных богослужений культовых зданий была дореволюционной постройки. Многие из них были взяты на учёт как памятники истории и культуры. Количество памятников увеличилось в постсоветский период за счёт передачи Русской православной церкви ранее национализированных объектов. К началу 2010 года, по данным Росохранкультуры, в пользовании Русской православной церкви были 5692 памятника федерального и регионального значения.
В 2014 году на заседании Священного Синода утверждена должность епархиального древлехранителя, ответственного за своевременное информирование о проблемах, связанных с сохранением объектов культурного наследия и культурных ценностей. Русская православная церковь составила реестр объектов культурного наследия Российской Федерации, включающий 12 080 объектов памятников церковной архитектуры.
На май 2019 года, согласно данным митрополита Тихона (Шевкунова), на территории России находилось 4636 аварийных и руинированных храмов Русской православной церкви, из них 3492 — недействующие. Церковь составила подробный перечень всех аварийных храмов, в том числе являющихся памятниками архитектуры. Храмы, находящиеся в сёлах, где никто не живёт, решено хотя бы законсервировать, дабы предотвратить дальнейшее разрушение.
На 2022 год согласно реестру памятников Русской православной церкви из 11 124 сохранившихся церквей и часовен, 1043 храма находятся в руинизированном или аварийном состоянии.

### Основные учебные заведения
- Общецерковная аспирантура и докторантура им. свв. Кирилла и Мефодия
- Московская духовная академия
- Санкт-Петербургская духовная академия
- Сретенская духовная академия
- Киевская духовная академия
- Минская духовная академия
- Православный Свято-Тихоновский гуманитарный университет
- Российский православный университет
- Свято-Сергиевский православный богословский институт
- Свято-Филаретовский институт
- Поволжский православный институт (Поволжская академия образования и искусств им. Святителя Алексия Московского)

### Общецерковные СМИ, издательская деятельность
В 1988 году издавалось 10 периодических изданий, а также церковные календари, Библия, богослужебная литература и труды самых крупных богословов. С 2000 года, контроль за издаваемой и распространяемой Русской православной церковью печатной продукцией религиозного содержания осуществляет Издательский совет Русской православной церкви, который не является цензурным.
Печатные СМИ
- Журнал Московской Патриархии — официальный орган Московского патриархата; ежемесячный журнал, издаваемый с 1931 года с перерывами (с сентября 1943 года — без перерывов)[205][208].
- Газета Церковный вестник (до февраля 2003 года — Московский церковный вестник) — официальный орган Московского патриархата, издаваемый Издательством Московской Патриархии; выходит с 1989 года[209][210].
- Альманах «Богословские труды».

Телевизионные
Телеканал «Спас»
Сетевые
- Патриархия.Ru — официальный сайт Московского патриархата. Поддерживается Синодальным информационным отделом.
- Mospat.Ru — официальный сайт Отдела внешних церковных связей.
- Богослов.Ru — богословский портал, создан в 2007 году.
- Православие.Ru — сайт создан 1 января 2000 года редакцией интернет-проектов московского Сретенского монастыря[211] по благословению Патриарха Алексия II.
- Канал Русской Православной церкви на Youtube — официальный канал Русской православной церкви на сервисе YouTube. Открыт 11 октября 2010 года.
- Седмица.Ru — сайт церковно-научного центра «Православная Энциклопедия» Русской православной церкви.

### Современные научные издания по истории РПЦ
- Православная энциклопедия
- Церковно-исторический вестник
- Вестник ПСТГУ
- Вестник церковной истории
- Российское духовенство и свержение монархии в 1917 году (сборник документов)
- Священство и Царство (Россия, начало XX века – 1918 год). Исследования и материалы

## Некоторые календарно-литургические и иные особенности
Русская православная церковь в целом придерживается в своей литургической жизни юлианского календаря и Александрийской пасхалии для исчисления дня празднования Пасхи. В отдельных приходах (например, Венгерской епархии, некоторых румыноязычных приходах Черновицкой епархии, монастыре иконы Божией Матери «Всех скорбящих Радость» в Первейзе) действует новоюлианский. Основной богослужебный язык — церковнославянский новомосковского извода.
В богослужении с конца XIV века действует Иерусалимский устав. К концу синодального периода сложился ряд отличительных особенностей в литургической и пастырской практике, утвердившихся в XX веке: служение вечерни, утрени и Первого часа в рамках единой службы, совершаемой вечером, фактическая отмена малого повечерия, полу́нощницы, междочасий; обязательная исповедь для причастников непосредственно перед принятием Святых Тайн или накануне.
В XIX веке всеобщее распространение в приходской практике получило партесное пение, не практикуемое в Церквах греческой традиции. С конца XIX века к пению на клиросе в приходах стали допускаться женщины; с 1920-х годов обязанности пономаря часто стали исполнять монахини-алтарницы; с 1930-х годов такие молитвословия, как то Символ веры и «Отче наш» за литургией, «Воскресение Христово видевше» по Евангелии на бдении и некоторые иные — повсеместно исполняются народом (то есть всеми молящимися в храме), каковая практика не имеет распространения в греческом православии, равно как и в большинстве иных поместных церквей.

## Взаимоотношения с другими конфессиями
По мнению правоведа Отто Лухтерхандта (2012), РПЦ в своей концепции прав человека фактически отрицает равенство всех религиозных общин перед законом, стремится иметь преимущество перед другими религиозными организациями в России и гарантировать это преимущества в государственном праве, выстроить правовую иерархию статусов религиозных общин: Русская православная церковь, «традиционные» для России религии; «нетрадиционные» признанные религиозные общины; прочие (легальные) «нетрадиционные» религиозные объединения; подлежащие запрету (как по причине экстремизма, так и «фанатизма» или общественной
несовместимости) религиозные и псевдорелигиозные объединения.

### Католицизм
Взаимоотношения Русской православной церкви и Римско-католической церкви (РКЦ) имеют многовековую историю. С начала 1960-х годов идёт богословский и дипломатический диалог между Ватиканом и руководством РПЦ как на двусторонней, так и многосторонней (в формате совместного диалога поместных православных церквей с РКЦ) основе. В конце 1980-х годов предметом спора между Русской православной церковью и Ватиканом стали униатские храмы на Украине. В связи с распадом СССР представители Украинской греко-католической церкви стали занимать православные храмы, которые ранее были униатскими. В январе 1990 года между РПЦ и Римско-католической церковью были заключены «Рекомендации по нормализации отношений между православными и католиками восточного обряда в Западной Украине».

### Иудаизм
Руководство Московской патриархии традиционно поддерживает отношения с главным раввином России Адольфом Шаевичем, представляющим Конгресс еврейских религиозных организаций и объединений в России. С начала 2000-х годов, в связи с политическим усилением Федерации еврейских общин России, на протокольные мероприятия патриархии также приглашается Главный раввин последней — Берл Лазар.

### Ислам
Как отметил в 2004 году Роман Силантьев, диалог Русской православной церкви с исламом «в принципе не касается богословских вопросов. В положении о Межрелигиозном Совете России (МСР) прописано, что не может быть никакой ревизии исторических фактов или пересмотра вероучительных положений. Православные и мусульмане принимают друг друга такими, какие они есть. Вопросы обсуждаются сугубо практические. Вырабатывается совместная позиция по гуманитарным, социальным и законодательным аспектам. У нас есть общие враги — те же новые религиозные движения или воинствующие атеисты».
По словам исламоведа Алексея Малашенко, «Хотя РПЦ открыто не вмешивается во внутримусульманские дела, известно, что наибольшие симпатии Московский патриархат выказывает к главе Центрального духовного управления Талгату Таджутдину. В свою очередь, Таджутдин всячески подчёркивает своё особое расположение к РПЦ. Это вызывает досаду у вечного оппонента ЦДУМ — Совета муфтиев России, считающего, что ЦДУМ уже давно не является ключевой структурой и олицетворяет собой советское прошлое. <…> Диалог между РПЦ и мусульманами нельзя считать диалогом в „чистом виде“. В нём неизбежно, явно или скрытно, присутствует третий участник — государство».
В 2006 году Совет муфтиев России выступил против введения в Вооружённых силах РФ института штатных полковых священников и введения предмета «Основы православной культуры» в программу средних школ страны. Ряд муфтиев выразил несогласие с такими высказываниями, отметив, что они подрывают основы межрелигиозного диалога.
9 февраля 2010 года председатель Синодального отдела по взаимоотношениям Церкви и общества протоиерей Всеволод Чаплин приветствовал начавшийся в конце 2009 года процесс объединения основных исламских структур России: Центрального духовного управления мусульман (ЦДУМ), Совета муфтиев России (СМР) и Координационного центра мусульман Северного Кавказа (КЦМ СК).

### Неоязычество
Патриарх Алексий II в выступлении на открытии Архиерейского собора 2004 года назвал распространение неоязычества одной из главных угроз XXI века, поставив его в один ряд с терроризмом и другими губительными явлениями современности.
На открытии XVIII Всемирного русского народного собора в 2014 году патриарх Кирилл утверждал, что на пути сохранения национальной памяти

к сожалению, возникают достаточно болезненные и опасные явления. К таковым относятся попытки конструировать псевдорусские языческие верования. С одной стороны, это крайне низкая оценка религиозного выбора русских людей, тысячу лет живущих в лоне Православной Церкви, а также исторического пути, пройденного православной Русью. С другой стороны, это убеждённость в своём личном и узкогрупповом превосходстве над собственным народом.
Корни данного общественного явления патриарх видит в «тенденции игнорирования значения русского народа» и «ревизии русской истории» в 1990-е годы, в результате которых у многих соотечественников пошатнулась «вера в свой народ и в свою страну»:

Насколько надорвано должно было быть национальное сознание, в каких пещерах мысли и духа оно должно было оказаться, чтобы кто-то, считая себя носителем русской национальной идеи, отказался от святых и героев родной истории, от подвига своих предков, и сделал своими кумирами нацистов и их приспешников?

### Оспаривание легитимности
Легитимность канонической преемственности современной РПЦ от Синодальной, а также Патриаршей Церкви, действовавшей в период Патриарха Тихона, продолжают оспаривать неканонические православные организации русской традиции, а также группы, не признавшие присоединение РПЦЗ к Московскому патриархату, которые, в соответствии с прежней позицией зарубежного Архиерейского синода, обычно полагают Патриаршего местоблюстителя Петра (Полянского) последним законным предстоятелем поместной Православной российской церкви, считая митрополита Сергия (Страгородского) «узурпатором церковной власти».

## Церковь и общество
В сравнении с ситуацией при советском режиме положение и статус РПЦ полностью изменились и в России, и в других постсоветских странах. После периода гонений и притеснений в советское время наблюдается масштабный институциональный подъём Церкви, её становление в качестве самой значительной неправительственной организацией в России и ecclesia triumphans — победоносной церкви. Свобода, полученная Русской православной церковью в конце 1980-х годов, привела к тому, что наибольшие усилия церковное руководство стало прилагать в открытии новых приходов и духовном обучении. В обоих направлениях Церковь достигла значительных успехов. Религиовед С. Б. Филатов (2021) писал, что в большинстве городов были открыты, построены или строятся церковные здания, число которых стало достаточным для полноценной церковной жизни, а повсеместное слабое знание церковными людьми вопросов веры было преодолено. Духовенство, в период советской власти искусственно оторванное от православного населения, смогло сблизиться со своей паствой. Он также писал, что в пастве РПЦ присутствуют либералы, консерваторы и представители других политических течений, а РПЦ становится уникальной для России объединяющей средой, национальной церковью.
Социолог Ж. Т. Тощенко (2007) писал, что в современной России проявляется клерикализация — постепенная реализация модели с господствующей (или даже государственной) православной религией. В. А. Кувакин (2010) утверждал, что Церковь проникает в те области культуры и общества, которые определены Конституцией России как сферы, отделенные от религии: государственные органы, школа, армия, наука и образование.
По мнению религиоведа С. Б. Филатова (2021), имеют место сложности в нормативном администрировании Церкви и неограниченности власти архиереев; кроме того, РПЦ выполняет задачи, поставленные светской властью; в то же время известно немало проявлений церковной независимости. Церковь является одним из консервативных институтов российского общества. По словам правоведа Отто Лухтерхандта (2012), РПЦ следует идеалу православия духовно и морально объединённого народа и продолжает склоняться к идеалу православного христианского государства. Церковь отождествляет себя с русской государственностью и рассматривает православие в качестве духовного ядра своей национальной идеи. РПЦ дистанцируется от плюралистического общества, воспринимаемого как неизбежное зло, лишь вынужденно принимаемое Церковью. Представление о прочном духовно-религиозном единстве между обществом, Церквью и государством, которое соответствует богословско-церковному структурному принципу соборности, мотивирует РПЦ искать симбиоза с российским государством, его органами и учреждениями, что, с другой стороны, отвечает распространённой в российском обществе потребности социального единства и политической прочности. Московский патриархат стремится доказать своё право
выступать в качестве главной нравственно-моральной инстанции страны, которая оказывает влияние на все сферы политики, и формальным или неформальным образом институционализировать это право.

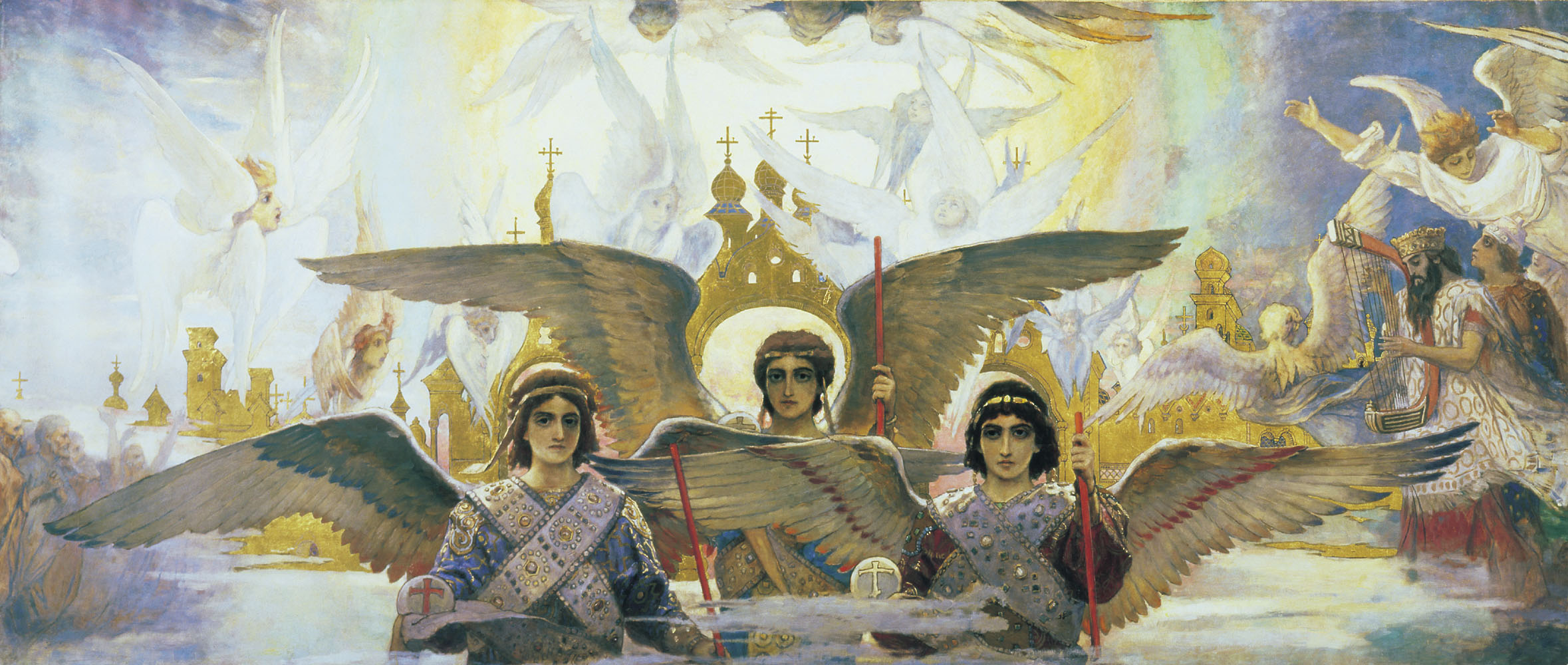
В. М. Васнецов. «Радость праведных о Господе». Роспись купола Владимирского собора. Иллюстрация из учебника «Основы православной культуры» Андрея Кураева: Урок 23 — Православие о Божием суде

В 2013 году глава синодального отдела по взаимоотношениям Церкви и общества протоиерей Всеволод Чаплин заявил, что Церковь не исключает возрождения в России монархии. В 2015 году он предложил совместить в России монархию и социализм. В июле 2017 года глава отдела внешних церковных связей РПЦ митрополит Иларион (Алфеев) заявил, что у монархической модели политического устройства имеется много сторонников среди православных и Русская православная церковь может принять участие в обсуждении восстановления монархии в России, если такое обсуждение начнётся.
Уже в первый год своего патриаршества в 2009 году патриарх Кирилл одной из первоочередных задач Церкви назвал усиление её влияния на общество. По его словам, сказанным на выступлении в Туле 11 марта 2009 года, «деятельность Церкви теперь нужно оценивать не только по числу храмов и монастырей, но и по влиянию, которое Церковь оказывает на жизнь людей и общества». По мнению религиоведа С. Б. Филатова (2012), средством достижения этой цели стала активная миссионерская деятельность. Филатов писал, что в первые полтора года практически все конкретные решения и действия патриарха Кирилла так или иначе были связаны с миссией.
Общественно-политическая проблематика заняла существенное место и в проповеди патриарха Кирилла. На первом после выборов нового патриарха Архиерейском соборе 2011 года были приняты три официальных документа по вопросам взаимоотношения Церкви и общества: «Общественная деятельность православных христиан», «Практика заявлений и действий иерархов, духовенства, монашествующих и мирян во время предвыборных кампаний. Проблема выдвижения духовенством своих кандидатур на выборах», «Отношение Русской Православной Церкви к намеренному и публичному богохульству и клевете в адрес Церкви». Также на соборе 2011 года принят документ «О принципах организации социальной работы в Русской Православной Церкви». Уже в то время появилось и начало расти церковное волонтёрское движение. Заметной стала также другая социальная активность РПЦ, прежде всего в сфере благотворительности, а также в сфере культуры.
Курс патриарха Кирилла на активное присутствие Церкви в обществе был подвергнут критике консервативно настроенными членами РПЦ, заявившими об обмирщении Церкви и умалении самого духовного аспекта православной религии в пользу «миссионерского творчества» и «социальной активности». Во взятом патриархом курсе консервативные критики усматривали опасность проникновения в православную традицию светских ценностей, что, по их мнению, неминуемо приведёт к «духовному релятивизму». Активное включение Церкви в социальное служение они называли «лукавой подменой», грозящей «обмирщением, обесцениванием и, наконец, обессоливанием христианства. Утратой главной спасительной миссии в мирской суете». Некоторыми светскими аналитиками курс патриарха по усилению влияния РПЦ на общество также оценивался как «обмирщение» Церкви. Так, религиовед С. Б. Филатов (2012) утверждал, что характер миссии патриарха Кирилла является светским, политическим: «Независимо от веры в Бога Кирилл и его единомышленники проповедуют не веру в Бога, а неославянофильскую идеологию национального возрождения, по сути своей светскую». А. В. Малашенко (2009), касаясь стратегии патриарха Кирилла, называл в качестве двух важнейших аспектов миссию и «активное внедрение Церкви в общественно-политическую жизнь, её [Церкви] обмирщение».
По мнению теолога Андрея Шишкова (2012), такое «обмирщение» представляет собой естественный процесс, который указывает, что религиозная и светская сферы, соприкасаясь друг с другом, начинают взаимовлияние. Пока религия в советский период находилась в изоляции, никакого влияния на практике не наблюдалось, исключая диффузные процессы на границах. Но когда начинается взаимопроникновение этих двух сфер в публичном пространстве, трансформации становятся более заметны и вызывают реакцию.
Русская православная церковь предпринимала попытки сделать обязательным во всех государственных школах преподавание закона Божьего. В 2002 году Министерство образования опубликовало обращённое к региональным отделам образования письмо, содержащее рекомендации о том, как вводить в школьное образование новый факультативный предмет «Основы православной культуры». Позднее Министерство образования и науки Российской Федерации ввело учебный модуль «Основы православной культуры» в составе комплексного курса «Основы религиозных культур и светской этики» (ОРКСЭ) в качестве федерального образовательного компонента для средней общеобразовательной школы.
В 2012 году в Московском инженерно-физическом институте была создана кафедра теологии. Обучение предполагалось сделать факультативным, и по словам представителей РПЦ, нацелено на «повышение грамотности» физиков, которые, по мнению Андрея Кураева, «балуются оккультными теориями вроде волновой генетики и торсионных полей». По мнению директора Международного института политической экспертизы Евгения Минченко, философские измышления на стыке физике и богословия полезны, но заниматься ими следует не под патронажем государства: «Есть естественнонаучные знания, которые учёные предоставляют в распоряжение общества, и любые общественные группы, в том числе РПЦ, вправе их интерпретировать. Но делать это нужно за пределами государственных учебных заведений и за свои деньги». 15 октября 2012 года Учёным советом МИФИ было принято решение об открытии кафедры теологии, которую возглавил митрополит Волоколамский Иларион (Алфеев).
Немецкий правовед Отто Лухтерхандт (2012) на основе анализа официальных документов РПЦ, в особенности Основ учения РПЦ о достоинстве, свободе
и правах человека и Основ социальной концепции РПЦ, а также выступлений патриарха Кирилла предпринял попытку доказать, что критика РПЦ светской (либеральной) концепции прав человека, которая лежит в основе и международных конвенций, и либерально-демократических конституций, включая
Конституцию России, «демонстрирует недостаточное понимание сути прав человека как правового института, их гуманной цели и практического значения для обеспечения мира и свободы в государстве и обществе». Согласно Лухтерхандту, православная доктрина прав человека с её ориентированностью на ограничении прав человека носит антилиберальную и антизападную направленность. По мнению исследователя, оговорки, которые РПЦ сформулировала в отношении либеральной концепции прав человека, в структурном плане обладают общими чертам с советской концепцией основных прав и обязанностей.
По словам Лухтерхандта, имеющее место отрицание религиозного равноправия со стороны РПЦ связано как с ситуацией в Российской империи, так и, но только в структурном смысле, с ситуацией при советском режиме, основанном на едином мировоззрении. В царское время ниже Русской православной церкви, которая была господствующей государственной церквью стояли: терпимые иностранные конфессии; запрещённые на основе уголовного закона секты. В советском государстве также во главе стояла КПСС, защищавшая господствующую государственную идеологию; ей были подчинены: признанные по закону, но лишь вынужденно терпимые и притесняемые религиозные общины, среди которых РПЦ всё же обладала некоторым привилегированным
положением; не допущенные по закону (незарегистрированные) и поэтому как
таковые запрещенные религиозные объединения, которые подвергались административному и уголовному преследованию (секты и др.).
В середине 1990-х годов среди духовенства была распространена точка зрения, что православие ― это русская вера. Так, некоторые священники-мордвины уравнивали принятие православия и русификацию, выступая при этом за такую «русификацию». Аналогичные взгляды имели место в других регионах — Горном Алтае, Якутии, Марий Эл, где проживало заметное число нерусских. Позднее представители Церкви стали признавать наличие в ней национальных особенностей, а позиция о православии как об этнической русской религии потеряла популярность.
В рамках РПЦ часть общепринятых представлений относительно имманентных особенностей православного зодчества (канон и каноническая традиция, символизм архитектурных элементов, особая «традиционность» архитектурных школ, тяготеющая к образу храма с золотыми куполами и белыми стенами) представляет собой недавнее изобретение, возникшее в результате переосмысленной либо изобретённой традиции, но не утерянной и возрожденной. Эта новая традиция создаёт некоторые препятствия сохранению памятников историко-культурного наследия, замещая аутентичные особенности зодчества собирательными образами архитектуры предыдущих эпох (см. также Антиреставрация храмов Беларуси). Изобретённый характер этой традиции, который подразумевает жёсткое повторение и попытки избежать отступление от образца, а не творческую интерпретацию зодчества прошлого, стал одним из основных ограничений развития художественно убедительной храмовой архитектуры, соответствующей потребностям Православной церкви в XXI веке.
Людей, которых можно назвать практикующими верующими, церковными, по наиболее оптимистичным оценкам до 15 % от общего количества православных (2018). С остальным населением России взаимоотношения РПЦ складываются различно. Не менее 60 % россиян в рамках разных социологических опросов идентифицировали себя как православные, что свидетельствует об авторитете РПЦ в том числе среди не связанных с Церковью людей. Согласно опросам, проводимым в течение многих лет, Церковь является одним из двух-трёх самых авторитетных институтов российского общества. При этом среди широких слоев населения России наблюдается нежелание усиления церковного влияния в общественной жизни, её вмешательства в дела государства и политику. В этих социальных слоях распространено восприятие РПЦ как «идеологической прислуги» светской власти. Негативное отношение вызывает богатство церковной элиты и её привилегированное положение в стране. Эти две темы в секулярном сознании создают преувеличенно негативный образ Церкви. В сфере семейных и сексуальных отношений противоречия между Церковью и частью общества являются принципиальными и глубокими. РПЦ активно поддерживает традиционные христианские ценности, выступает против разводов и половых отношений вне брака, категорически против абортов, выступает за многодетную семью, в которой женщина прежде всего заботится о благоденствии семьи. Однако для большинства представителей современной российской молодёжи эти церковные ценности являются неприемлемыми.

## Отношение к науке
«Основы социальной концепции Русской православной церкви», в качестве приемлемой модели отношения науки и религии рассматривают независимость и диалог:

Научное и религиозное познание имеют совершенно различный характер. У них разные исходные посылки, разные цели, задачи, методы. Эти сферы могут соприкасаться, пересекаться, но не противоборствовать. Ибо, с одной стороны, в естествознании нет теорий атеистических и религиозных, но есть теории более или менее истинные. С другой — религия не занимается вопросами устройства материи. …По своей природе только религия и философия выполняют мировоззренческую функцию, однако её не берут на себя ни отдельные специальные науки, ни все конкретно-научное знание в целом. Осмысление научных достижений и включение их в мировоззренческую систему может иметь сколь угодно широкий диапазон — от вполне религиозного до откровенно атеистического.
В 2007 году было опубликовано письмо десяти академиков РАН, выключая двух Нобелевских лауреатов В. Л. Гинзбург и Ж. И. Алфёров, которые обратились с открытым письмом к президенту страны, в котором выразили серьёзное беспокойство в связи с возрастающей клерикализацией российского общества и активным проникновением церкви во все сферы общественной жизни, в том числе в систему государственного образования. В письме выражалось опасение, что в школах вместо культурологического предмета о религиях пытаются ввести обязательное преподавание вероучения, что внесение специальности «теология» в перечень научных специальностей Высшей аттестационной комиссии будет противоречить Конституции России. Письмо было поддержано многими общественными деятелями, в том числе членом Общественной палаты В. Л. Глазычевым. Письмо и его поддержка членами Общественной палаты вызвало резкую реакцию представителей РПЦ, в частности, протоиерея В. Чаплина и главы пресс-службы РПЦ МП В. Вигилянского.
С 2012 года действует «Объединение православных ученых», инициаторами создания которого стали протоиерей Геннадия Заридзе, настоятель
Покровского храма в селе Отрадное Воронежской области, и прихожане храма — учёные Воронежского государственного университета. Организация издаёт журнал «Международный научный вестник (Вестник Объединения православных ученых)», редколлегия которого, по состоянию на 2018 год, включает 23 доктора наук. Действуют филиалы объединения в 25 городах и регионах России, а также в других странах, включая Украину, Беларусь, Грецию, Болгарию, Польшу, Германия, Сербию, Черногорию. Заявленной целью является привнесение православных ценностей в науку и образование, в том числе развитие научной деятельности на основе православия и христианской нравственности; выработка единого взгляда на современные научные вопросы; объединение преподавателей вузов, студентов и научных работников в борьбе против сатанизма и магического мировоззрения.
В 2024 году председатель Патриаршей комиссии РПЦ по вопросам семьи, защиты материнства и детства иерей Федор Лукьянов заявил о необходимости исключить из школьных учебников теорию Дарвина как «вводящую [детей] в заблуждение». Иерей утверждает, что «теория эволюции изначально безнравственна, так как предполагает сиротство рода человеческого, отсутствие Создателя». По его словам, теорию эволюции насаждают англосаксонские колонизаторы, чтобы привить покоряемым ими народам комплекс неполноценности. Его поддержал предприниматель, основатель православного консервативного телеканала Царьград ТВ Константин Малофеев: «До чего доводит подобное образование, мы можем судить по отошедшему от Бога осатанелому Западу». В качестве положительного примера им была приведена гимназия Святителя Василия Великого, где биология преподаётся по учебнику Сергея Вертьянова, который, по его словам, «полностью соответствует образовательным стандартам». Против этих предложений выступил ряд деятелей, в том числе член комитета Госдумы по просвещению Анатолий Вассерман.

## Комментарии
1. ↑  Согласно принятому в 2000 году Уставу РПЦ.
2. ↑  Согласно первичной редакции принятого в 2000 году Устава РПЦ.
3. ↑  По данным Би-би-си в октябре 2018 года, число приверженцев РПЦ составляло примерно 150 млн человек, при том что общее число православных во всем мире — не менее 260 млн. («Orthodox Church split: Five reasons why it matters». Архивная копия от 20 сентября 2019 на Wayback Machine, BBC, 19.10.2018)
4. ↑  Первоначальная редакция Устава РПЦ, принятого в 2000 году, не включала, как то было и ранее, в состав Московского патриархата находящиеся в зависимости от него автономные церкви, равно как и их каноническую территорию: Устав Русской православной церкви, Москва, 13-16 августа 2000 года. Архивная копия от 23 мая 2021 на Wayback Machine: "2. Входящие в Русскую Православную Церковь Самоуправляемые Церкви, Экзархаты, епархии, Синодальные учреждения, благочиния, приходы, монастыри, братства, сестричества, Духовные учебные заведения, миссии, представительства и подворья (далее по тексту Устава именуемые «канонические подразделения») канонически составляют Московский Патриархат. <…> Устав Русской Православной Церкви. — 3. «Юрисдикция Русской Православной Церкви простирается на лиц православного исповедания, проживающих на канонической территории Русской Православной Церкви: в Российской Федерации, Украине, Республике Беларусь, Республике Молдова, Азербайджанской Республике, Республике Казахстан, Китайской Народной Республике, Кыргызской Республике, Латвийской Республике, Литовской Республике, Монголии, Республике Таджикистан, Туркменистане, Республике Узбекистан, Эстонской Республике, Японии, а также на добровольно входящих в неё православных, проживающих в других странах».

1. ↑  Бакинская и Азербайджанская епархия.
2. ↑  Белорусская православная церковь.
3. ↑  Казахстанский митрополичий округ.
4. ↑  Бишкекская и Кыргызстанская епархия.
5. ↑  Латвийская православная церковь.
6. ↑  Душанбинская и Таджикистанская епархия.
7. ↑  Патриаршие приходы в Туркменистане.
8. ↑  Ташкентская и Узбекистанская епархия.
9. ↑  Ереванско-Армянская епархия.
10. ↑  Китайская православная церковь.
11. ↑  Виленская и Литовская епархия.
12. ↑  Православная церковь Молдовы.
13. ↑  Ставропигальный Троицкий храм.
14. ↑  Украинская православная церковь (Московского патриархата) и ставропигиальный Корецкий монастырь.
15. ↑  Эстонская православная церковь Московского патриархата и ставропигиальный Пюхтицкий монастырь.
16. ↑  Японская православная церковь.
17. ↑  Экзархат образован в пределах юрисдикции Александрийской православной церкви.
18. ↑  См. подробнее в статьях: Эстонская апостольская православная церковь, Гонконгская митрополия, Предоставление автокефалии православной церкви на Украине, православие в Молдове, Бессарабская митрополия, Румынская православная церковь#Отношения с Московским патриархатом, Литовский экзархат.

1. ↑  По оценкам Pew Research Centre, 71% россиян и 78% граждан Украины относят себя к православным, при этом регулярно посещают церковь примерно 6% и 12%, соответственно[118].